# 中华人民共和国参加的国际公约
中华人民共和国参加了許多国际公约。1971年联合国大会通过联合国大会第2758号决议后，中华人民共和国国际地位变得越来越重要。中华人民共和国政府也开始对一些中華民國参加的国际公约重新进行了签署和批准程序，并参加了一些中华民国未签署或批准的国际公约。1990年中华人民共和国缔结条约程序法通过，该法规定中华人民共和国以中华人民共和国、中华人民共和国政府、中华人民共和国政府部门的名义同外国缔结条约和协定，并规定了谈判和签署条约、协定的决定程序。香港和澳门回归后，中华人民共和国依据香港特别行政区基本法和澳门特别行政区基本法管理特区对外事务。一般地，回归前适用于特区的国际公约通常会继续适用，但回归后中华人民共和国参加的国际公约并不总是适用于特区，特区也可以晚于中央政府单独参加国际公约。

## 中华人民共和国成立前通过的国际公约（37）
| 公约全称                                                       | 公约简称                             | 公约通过时间   | 公约生效时间   | 保存机关               | 中国签署时间   | 签署地点 | 中国批准/核准/接受/加入时间 | 适用香港 | 适用澳门 | 对中国生效时间 | 中国声明保留情况及其他 |
| -------------------------------------------------------------- | ------------------------------------ | -------------- | -------------- | ---------------------- | -------------- | -------- | --------------------------- | -------- | -------- | -------------- | --- |
| 米制公约                                                       |                                      | 1875年5月20日  | 1876年1月1日   | 法国政府               |                | 巴黎     | 1977年5月20日               | 单独适用 | 不适用   | 1977年6月16日  | 1977年5月20日致函法国政府宣布加入，1977年6月16日法国政府复照确认 |
| 保护工业产权巴黎公约                                           | 巴黎公约                             | 1883年3月20日  | 1900年7月6日   | 世界知识产权组织总干事 |                | 巴黎     | 1984年12月19日              | 回归适用 | 回归适用 | 1985年3月19日  | 公约多次修订，中国加入的是1967年7月14日斯德哥尔摩文本 1984年12月19日声明对公约第28条第1款保留 |
| 伯尔尼保护文学和艺术作品公约                                   | 伯尔尼公约                           | 1886年9月9日   |                | 世界知识产权组织总干事 |                | 伯尔尼   | 1992年7月10日               | 回归适用 | 回归适用 | 1992年10月15日 | 声明根据公约附件第1条的规定，享有附件第2条和第3条规定的权利 |
| 国际海关税则出版联盟公约                                       |                                      | 1890年7月5日   | 1891年4月1日   | 比利时政府             |                | 布鲁塞尔 |                             |          |          |                | 1978年5月3日承认该公约 2017年3月10日决定退出 |
| 1899年和平解决国际争端公约                                     | 1899年海牙第1公约                    | 1899年7月29日  | 1900年9月4日   | 荷兰政府               |                | 海牙     | 1993年7月15日               | 回归适用 | 回归适用 | 1993年11月22日 | 1993年7月15日钱其琛致函常设国际仲裁法院秘书长通知恢复，1993年11月12日常设国际仲裁法院秘书长复函认可 |
| 1907年和平解决国际争端公约                                     | 1907年海牙第1公约                    | 1907年10月18日 | 1910年1月26日  | 荷兰政府               |                | 海牙     | 1993年7月15日               | 继续适用 | 回归适用 | 1993年11月22日 | 1993年7月15日钱其琛致函常设国际仲裁法院秘书长通知恢复，1993年11月12日常设国际仲裁法院秘书长复函认可 香港适用史：1970年10月12日对英属香港生效 |
| 统一船舶碰撞某些法律规定的国际公约                             | 布鲁塞尔碰撞公约                     | 1910年9月23日  | 1931年3月1日   | 比利时政府             |                | 布鲁塞尔 | 1994年6月2日                | 继续适用 | 继续适用 | 1994年9月28日  | [ IGO 4 ] [ CN 12 ] |
| 确定准许儿童在海上工作的最低年龄公约（ILO-C007）               | 1920年最低年龄（海上）公约           | 1920年6月15日  | 1921年9月27日  | 国际劳工局局长         |                | 热那亚   |                             |          |          | 1984年6月11日  | 1984年6月11日吴学谦致函国际劳工局局长承认 2016年11月11日根据2006年海事劳工公约自动解约 |
| 农业工人的集会结社权公约（ILO-C011）                           | 1921年结社权（农业）公约             | 1921年10月25日 | 1923年5月11日  | 国际劳工局局长         |                | 日内瓦   |                             | 回归适用 | 不适用   | 1984年6月11日  | 1984年6月11日吴学谦致函国际劳工局局长承认 |
| 工业企业中实行每周休息公约（ILO-C014）                         | 1921年每周休息（工业）公约           | 1921年10月25日 | 1923年6月19日  | 国际劳工局局长         |                | 日内瓦   |                             | 回归适用 | 回归适用 | 1984年6月11日  | 1984年6月11日吴学谦致函国际劳工局局长承认 |
| 确定准许使用未成年人为扒碳工或司炉工的最低年龄公约（ILO-C015） | 1921年最低年龄（扒炭工及司炉工）公约 | 1921年10月25日 | 1922年11月20日 | 国际劳工局局长         |                | 日内瓦   |                             |          |          | 1984年6月11日  | 1984年6月11日吴学谦致函国际劳工局局长承认 2017年第106届国际劳工大会废止了该公约 |
| 在海上工作的儿童及未成年人的强制体格检查公约（ILO-C016）       | 1921年未成年人（海上）的体格检查公约 | 1921年10月25日 | 1922年11月20日 | 国际劳工局局长         |                | 日内瓦   |                             |          |          | 1984年6月11日  | 1984年6月11日吴学谦致函国际劳工局局长承认 2016年11月11日根据2006年海事劳工公约自动解约 |
| 本国工人与外国工人关于事故赔偿的同等待遇公约（ILO-C019）       | 1925年同等待遇（事故赔偿）公约       | 1925年6月5日   | 1926年9月8日   | 国际劳工局局长         |                | 日内瓦   |                             | 回归适用 | 回归适用 | 1984年6月11日  | 1984年6月11日吴学谦致函国际劳工局局长承认 |
| 海员协议条款公约（ILO-C022）                                   | 1926年海员协议条款公约               | 1926年6月24日  | 1928年4月4日   | 国际劳工局局长         |                | 日内瓦   |                             |          |          | 1984年6月11日  | 1984年6月11日吴学谦致函国际劳工局局长承认 2016年11月11日根据2006年海事劳工公约自动解约 |
| 海员遣返公约（ILO-C023）                                       | 1926年海员遣返公约                   | 1926年6月23日  | 1928年4月16日  | 国际劳工局局长         |                | 日内瓦   |                             |          |          | 1984年6月11日  | 1984年6月11日吴学谦致函国际劳工局局长承认 2016年11月11日根据2006年海事劳工公约自动解约 |
| 制订最低工资确定办法公约（ILO-C026）                           | 1928年确定最低工资办法公约           | 1928年6月16日  | 1930年6月14日  | 国际劳工局局长         |                | 日内瓦   |                             | 不适用   | 回归适用 | 1984年6月11日  | 1984年6月11日吴学谦致函国际劳工局局长承认 |
| 国际展览会公约                                                 |                                      | 1928年11月22日 | 1928年11月22日 | 法国政府               | 1993年5月3日   | 巴黎     | 1993年5月3日                | 回归适用 | 不适用   | 1993年5月3日   | [ CN 22 ] |
| 航运的重大包裹标明重量公约（ILO-C027）                         | 1929年标明重量（航运包裹）公约       | 1929年6月21日  | 1932年3月9日   | 国际劳工局局长         |                | 日内瓦   |                             | 不适用   | 回归适用 | 1984年6月11日  | 1984年6月11日吴学谦致函国际劳工局局长承认 |
| 1929年统一国际航空运输某些规则的公约                           | 华沙公约                             | 1929年10月12日 | 1933年2月13日  | 波兰外交部             |                | 华沙     | 1958年7月20日               | 继续适用 | 回归适用 | 1958年10月18日 | 中国还加入了公约1955年议定书 香港适用史：1935年3月3日对英属香港生效 |
| 强迫或强制劳动公约（ILO-C029）                                 | 1930年强迫劳动公约                   | 1930年6月28日  | 1932年5月1日   | 国际劳工局局长         |                | 日内瓦   | 2022年4月20日               | 继续适用 | 继续适用 | 2023年8月12日  | [ ILO 1 ] [ ILO 2 ] [ ILO 3 ] [ CN 25 ] |
| 1930年国际船舶载重线公约                                       |                                      | 1930年7月15日  | 1968年7月21日  | 国际海事组织秘书长     |                | 伦敦     |                             |          |          |                | 1973年10月5日退出 |
| 船舶装卸工人伤害防护公约（ILO-C032）                           | 1932年伤害防护（码头工人）公约       | 1932年4月27日  | 1934年10月30日 | 国际劳工局局长         |                | 日内瓦   |                             | 回归适用 | 不适用   | 1984年6月11日  | 1984年6月11日吴学谦致函国际劳工局局长承认 |
| 各种矿场井下劳动使用妇女公约（ILO-C045）                       | 1935年井下劳动（妇女）公约           | 1935年6月21日  | 1937年5月30日  | 国际劳工局局长         |                | 日内瓦   |                             | 不适用   | 不适用   | 1984年6月11日  | 1984年6月11日吴学谦致函国际劳工局局长承认 |
| 确定准许使用儿童于工业工作的最低年龄公约（ILO-C059）           | 1937年最低年龄（工业）公约           | 1937年6月22日  | 1941年2月21日  | 国际劳工局局长         |                | 日内瓦   |                             |          |          |                | 2000年4月27日根据1973年准予就业最低年龄公约第10条自动解约 |
| 国际民用航空公约                                               | 芝加哥公约                           | 1944年12月7日  | 1947年4月4日   | 美国政府               |                | 芝加哥   |                             | 回归适用 | 回归适用 | 1974年2月15日  | 1971年11月19日恢复席位，1974年2月15日姬鹏飞通知秘书长承认并参加活动 中国加入的该公约相关文书列表 1. 关于修改国际民用航空公约第九十三条的议定书（1947年5月27日） 2. 关于修改国际民用航空公约第四十五条的议定书（1954年6月14日） 3. 关于修改国际民用航空公约第四十八条第一款、第四十九条第五款、第六十一条的议定书（1954年6月14日） 4. 关于修改国际民用航空公约第五十条第一款的议定书（1961年6月21日） 5. 关于修改国际民用航空公约第四十八条第一款的议定书（1962年9月15日） 6. 关于国际民用航空公约三种文字正式文本的议定书（1968年9月24日） 7. 关于修改国际民用航空公约第五十条第一款的议定书（1971年3月12日） 8. 关于修改国际民用航空公约第五十六条的议定书（1971年7月7日） 9. 关于修改国际民用航空公约第五十条第一款的议定书（1974年10月16日） 10. 关于国际民用航空公约四种文字正式文本的议定书（1977年9月30日） 11. 关于国际民用航空公约修正案的议定书（1977年9月30日） 12. 关于国际民用航空公约六种语言正式文本的议定书（1998年10月1日） 13. 关于修正国际民用航空公约的议定书（1998年10月1日） |
| 联合国特权和豁免公约                                           |                                      | 1946年2月13日  | 1946年9月17日  | 联合国秘书长           |                | 纽约     | 1979年9月11日               | 继续适用 | 继续适用 | 1979年9月11日  | 1979年9月11日声明对公约第8条第30节保留 |
| 國際勞工組織—最后条款修正公约（ILO-C080）                      | 1946年最后条款修正公约               | 1946年10月9日  | 1947年5月28日  | 国际劳工局局长         |                | 蒙特利尔 |                             | 不适用   | 单独适用 | 1984年6月11日  | 1984年6月11日吴学谦致函国际劳工局局长承认 2012年4月17日适用于澳门 |
| 国际捕鲸公约                                                   |                                      | 1946年12月2日  | 1948年11月10日 | 美国政府               |                | 华盛顿   | 1980年9月24日               |          |          | 1980年9月24日  | 1980年9月24日黄华致函美国国务卿通知加入，同时声明台湾当局“承认”“加入”非法无效，1980年10月20日美国国务院复函确认 |
| 世界气象组织公约                                               |                                      | 1947年10月11日 | 1950年3月23日  | 美国政府               | 1947年10月11日 | 华盛顿   | 1973年4月27日               | 回归适用 | 回归适用 | 1973年5月27日  | 1972年2月25日恢复席位，1973年1月19日声明对公约第29条保留，同时声明台湾当局“批准”非法无效 |
| 专门机构特权和豁免公约                                         |                                      | 1947年11月21日 | 1948年12月2日  | 联合国秘书长           |                | 纽约     | 1979年9月11日               | 继续适用 | 继续适用 | 1979年9月11日  | 1979年9月11日声明对公约第9条第32节保留 中国同时批准加入了后续14份附件（除附件十因国际难民组织的解散而作废，暂未批准附件十六至十八），其中附件二在第二次修订后批准，附件八在第三次修订后批准，附件十二在首次修订后批准，附件十五同时适用香港和澳门。 |
| 国际海事组织公约                                               |                                      | 1948年3月6日   | 1958年3月17日  | 联合国秘书长           |                | 日内瓦   | 1973年3月1日                | 继续适用 | 继续适用 | 1973年3月1日   | 1973年3月1日声明台湾当局“接受”“签字”非法无效 中国还加入了公约1991年修正案和1993年修正案 香港适用史：1967年6月7日对英属香港生效 澳门适用史：1990年2月2日对葡属澳门生效 |
| 国际承认航空器权利公约                                         |                                      | 1948年6月19日  | 1953年9月17日  | 国际民航组织秘书长     |                | 日内瓦   | 2000年4月28日               | 不适用   | 继续适用 | 2000年7月27日  | 2000年4月28日声明不承认当时政府的签署（1948年6月19日） |
| 防止及惩治灭绝种族罪公约                                       |                                      | 1948年12月9日  | 1951年1月12日  | 联合国秘书长           |                | 纽约     | 1983年4月18日               | 继续适用 | 继续适用 | 1983年7月17日  | 1983年4月18日声明对公约第9条保留，同时声明台湾当局“签字”“接受”非法无效 2002年7月10日批准对该公约第8条的修正案（尚未生效） 香港适用史：1970年6月2日对英属香港生效 澳门适用史：1999年9月16日对葡属澳门生效 |
| 改善战地武装部队伤者病者境遇之日内瓦公约                       | 日内瓦四公约                         | 1949年8月12日  | 1950年10月21日 | 瑞士政府               | 1949年12月10日 | 日内瓦   | 1956年12月28日              | 回归适用 | 回归适用 | 1956年12月28日 | 1952年7月13日周恩来发表声明承认 1956年12月28日声明对公约第10条保留 |
| 改善海上武装部队伤者病者及遇船难者境遇之日内瓦公约             | 日内瓦四公约                         | 1949年8月12日  | 1950年10月21日 | 瑞士政府               | 1949年12月10日 | 日内瓦   | 1956年12月28日              | 回归适用 | 回归适用 | 1956年12月28日 | 1952年7月13日周恩来发表声明承认 1956年12月28日声明对公约第10条保留 |
| 关于战俘待遇之日内瓦公约                                       | 日内瓦四公约                         | 1949年8月12日  | 1950年10月21日 | 瑞士政府               | 1949年12月10日 | 日内瓦   | 1956年12月28日              | 回归适用 | 回归适用 | 1956年12月28日 | 1952年7月13日周恩来发表声明承认 1956年12月28日声明对公约第10条、第12条、第85条保留 |
| 关于战时保护平民之日内瓦公约                                   | 日内瓦四公约                         | 1949年8月12日  | 1950年10月21日 | 瑞士政府               | 1949年12月10日 | 日内瓦   | 1956年12月28日              | 回归适用 | 回归适用 | 1956年12月28日 | 1952年7月13日周恩来发表声明承认 1956年12月28日声明对公约第11条、第45条保留 中国还加入了日内瓦四公约关于保护国际性武装冲突受难者的附加议定书（第一议定书）、关于保护非国际性武装冲突受难者的附加议定书（第二议定书） |

## 1950年代通过的国际公约（8）
| 公约全称                           | 公约简称                     | 公约通过时间   | 公约生效时间  | 保存机关       | 中国签署时间 | 签署地点 | 中国批准/核准/接受/加入时间 | 适用香港 | 适用澳门 | 对中国生效时间 | 中国声明保留情况及其他 |
| ---------------------------------- | ---------------------------- | -------------- | ------------- | -------------- | ------------ | -------- | --------------------------- | -------- | -------- | -------------- | --- |
| 建立海关合作理事会的公约           |                              | 1950年12月15日 | 1952年11月4日 | 比利时政府     |              | 布鲁塞尔 | 1983年7月18日               | 继续适用 | 继续适用 | 1983年7月18日  | 香港适用史：1987年7月1日对英属香港生效 澳门适用史：1993年7月7日对葡属澳门生效 |
| 男女工人同工同酬公约（ILO-C100）   | 1951年同工同酬公约           | 1951年6月29日  | 1953年5月23日 | 国际劳工局局长 |              | 日内瓦   | 1990年9月7日                | 不适用   | 回归适用 | 1990年11月2日  | [ ILO 1 ] [ ILO 2 ] [ ILO 3 ] |
| 关于难民地位的公约                 | 难民地位公约                 | 1951年7月28日  | 1954年4月22日 | 联合国秘书长   |              | 日内瓦   | 1982年9月24日               | 不适用   | 继续适用 | 1982年12月23日 | 1982年9月24日声明对公约第14条后半部份、第16条第3款保留 澳门适用史：1999年4月27日对葡属澳门生效 |
| 国际法制计量组织公约               |                              | 1955年10月12日 | 1958年5月28日 | 法国政府       |              | 巴黎     | 1985年3月26日               | 回归适用 | 回归适用 | 1985年4月25日  | [ IGO 5 ] [ CN 46 ] |
| 废除强迫劳动公约（ILO-C105）       | 1957年废除强迫劳动公约       | 1957年6月25日  | 1959年1月17日 | 国际劳工局局长 |              | 日内瓦   | 2022年4月20日               | 继续适用 | 继续适用 | 2023年8月12日  | [ ILO 1 ] [ ILO 2 ] [ ILO 3 ] [ CN 47 ] |
| 承认及执行外国仲裁裁决公约         | 纽约公约                     | 1958年6月10日  | 1959年6月7日  | 联合国秘书长   |              | 纽约     | 1987年1月22日               | 继续适用 | 单独适用 | 1987年4月22日  | 声明 1. 在对等原则下，公约只承认和执行在缔约另一方领土所作出的仲裁； 2. 根据中国法律，只适用于由法律关系所引起的被视为商业性，不管是否合同性质的分歧。 香港适用史：1977年1月21日对英属香港生效 澳门适用史：1999年11月12日对葡属澳门生效，回归后失效，2005年7月19日对澳门特区重新生效 |
| 消除就业和职业歧视公约（ILO-C111） | 1958年消除就业和职业歧视公约 | 1958年6月25日  | 1960年6月15日 | 国际劳工局局长 |              | 日内瓦   | 2005年8月28日               | 不适用   | 回归适用 | 2006年1月12日  | [ ILO 1 ] [ ILO 2 ] [ ILO 3 ] |
| 南极条约                           |                              | 1959年12月1日  | 1961年6月23日 | 美国政府       |              | 华盛顿   | 1983年6月8日                | 回归适用 | 回归适用 | 1983年6月8日   | 中国还加入了关于环境保护的南极条约议定书 |

## 1960年代通过的国际公约（22）
| 公约全称                                                           | 公约简称              | 公约通过时间   | 公约生效时间   | 保存机关                     | 中国签署时间   | 签署地点           | 中国批准/核准/接受/加入时间 | 适用香港 | 适用澳门 | 对中国生效时间 | 中国声明保留情况及其他 |
| ------------------------------------------------------------------ | --------------------- | -------------- | -------------- | ---------------------------- | -------------- | ------------------ | --------------------------- | -------- | -------- | -------------- | --- |
| 维也纳外交关系公约                                                 |                       | 1961年4月18日  | 1964年4月24日  | 联合国秘书长                 |                | 维也纳             | 1975年11月25日              | 继续适用 | 继续适用 | 1975年12月25日 | 1975年11月25日声明对公约第14条、第16条以及第37条2，3，4款持有保留，同时声明台湾当局“签字”“批准”非法无效 1980年9月15日决定撤回对第37条2，3，4款款的保留，并通知联合国秘书长 |
| 关于在展览会、交易会、会议等事项中便利展出和需用物品进口的海关公约 |                       | 1961年6月8日   | 1962年7月13日  | 海关合作理事会秘书长         |                | 布鲁塞尔           | 1993年8月27日               | 继续适用 | 不适用   | 1993年11月27日 | 香港适用史：1974年3月14日对英属香港生效 |
| 取消外国公文书认证要求的公约                                       | 1961年10月5日海牙公约 | 1961年10月5日  | 1965年1月24日  | 荷兰外交部                   |                | 海牙               | 2023年3月8日                | 继续适用 | 继续适用 | 2023年11月7日  | 香港适用史：1965年4月25日对英属香港生效 澳门适用史：1969年12月21日对葡属澳门生效 |
| 货物凭A.T.A.报关单证册暂时进口的海关公约                           | ATA公约               | 1961年12月6日  | 1963年7月30日  | 海关合作理事会秘书长         | 1993年8月27日  | 布鲁塞尔           | 1993年8月27日               | 回归适用 | 不适用   | 1993年11月27日 | 1993年8月27日声明 1. 依据公约第26条第1款，中国政府对A.T.A.单证册适用于邮运物品提出保留，保留适用于香港； 2. 在A.T.A.单证册封面上将香港列为国家是错误的，中国政府保留在适当时候要求予以纠正的权利。 |
| 维也纳领事关系公约                                                 |                       | 1963年4月24日  | 1967年3月19日  | 联合国秘书长                 |                | 维也纳             | 1979年7月3日                | 继续适用 | 继续适用 | 1979年8月1日   | [ UN 2 ] [ CN 53 ] |
| 关于在航空器内的犯罪和犯有某些其他行为的公约                       | 东京公约              | 1963年9月14日  | 1969年12月14日 | 国际民航组织秘书长           |                | 东京               | 1978年11月14日              | 回归适用 | 回归适用 | 1979年2月12日  | 1978年11月14日声明对公约第24条第1款保留，保留适用香港及澳门；声明台湾当局“签字”“批准”非法无效 |
| 就业政策公约（ILO-C122）                                           | 1964年就业政策公约    | 1964年7月9日   | 1966年7月15日  | 国际劳工局局长               |                | 日内瓦             | 1997年12月17日              | 回归适用 | 回归适用 | 1998年12月17日 | [ ILO 1 ] [ ILO 2 ] [ ILO 3 ] |
| 关于解决国家和他国国民之间投资争端公约                             | 1965年华盛顿公约      | 1965年3月18日  | 1966年10月14日 | 国际复兴开发银行             | 1990年2月9日   | 华盛顿             | 1992年7月1日                | 回归适用 | 回归适用 | 1993年2月6日   | [ IGO 6 ] [ CN 55 ] |
| 便利国际海上运输公约                                               | 便利运输公约          | 1965年4月9日   | 1967年3月5日   | 国际海事组织秘书长           |                | 伦敦               | 1995年1月16日               | 继续适用 | 回归适用 | 1995年3月17日  | 香港适用史：1970年9月24日对英属香港生效 |
| 关于向国外送达民事或商事司法文书和司法外文书公约                   | 海牙送达公约          | 1965年11月15日 | 1969年2月10日  | 荷兰政府                     |                | 海牙               | 1991年5月3日                | 继续适用 | 继续适用 | 1991年5月3日   | 1991年5月3日声明 1. 根据公约第2条、第9条规定，指定中国人民共和国司法部为中央机关和有权接受文书机关； 2. 根据公约第8条第2款声明，只在文书须送达给文书发出国国民时，才能采用该条第1款的方式在境内进行送达； 3. 反对采用公约第10条所规定的方式在境内进行送达； 4. 根据第15条第2款声明，在符合该款规定的各项条件下，即使未收到任何送达或交付的证明书，法官仍可不顾该条第1款规定做出判决； 5. 根据第16条第3款声明，被告要求免除丧失上诉权效果的申请只能在自判决之日的1年内提出，否则不予受理。 香港适用史：1970年7月19日对英属香港生效 澳门适用史：1999年4月12日对葡属澳门生效 |
| 消除一切形式种族歧视国际公约                                       | 消除种族歧视公约      | 1965年12月21日 | 1969年1月4日   | 联合国秘书长                 |                | 纽约               | 1981年12月29日              | 继续适用 | 继续适用 | 1982年1月28日  | 1981年12月29日声明对公约第22条保留，同时声明台湾当局”签字””接受”非法无效 2002年7月10日批准对该公约第8条的修正案 澳门适用史：1999年4月27日对葡属澳门生效 |
| 1966年国际船舶载重线公约                                           |                       | 1966年4月5日   | 1968年7月21日  | 国际海事组织秘书长           |                | 伦敦               | 1973年10月5日               | 继续适用 | 继续适用 | 1974年1月5日   | 1973年10月5日声明对公约附则二第49条和50条保留 中国还加入了公约1971年修正案、1975年修正案和1979年修正案，以及1988年议定书 香港适用史：1970年9月24日对英属香港生效 澳门适用史：1999年11月19日对葡属澳门生效 |
| 养护大西洋金枪鱼国际公约                                           |                       | 1966年5月14日  | 1969年3月21日  | 粮农组织总干事               |                | 里约热内卢         | 1996年10月24日              |          |          | 1996年10月24日 | [ CN 60 ] |
| 经济社会文化权利国际公约                                           |                       | 1966年12月16日 | 1976年1月3日   | 联合国秘书长                 | 1997年10月27日 | 纽约               | 2001年3月27日               | 继续适用 | 继续适用 | 2001年6月27日  | 2001年3月27日声明 1. 对公约第8条第1款a项，将依据中华人民共和国宪法、中华人民共和国工会法和中华人民共和国劳动法等法律的有关规定办理； 2. “公约”表述系约定俗成且实践中一直使用，中国政府曾向联合国提出将公约作准中文本的“盟约”改为“公约”，并已得到联合国同意； 3. 台湾当局“签署”非法无效； 4. 公约第1条不影响联合声明和基本法关于澳门地位的规定。 香港适用史：1976年5月20日对英属香港生效 澳门适用史：1993年4月27日对葡属澳门生效 |
| 公民及政治权利国际公约                                             |                       | 1966年12月16日 | 1976年3月23日  | 联合国秘书长                 | 1998年10月5日  | 纽约               |                             | 继续适用 | 继续适用 |                | 1998年10月5日声明 1. “公约”表述系约定俗成且实践中一直使用，中国政府曾向联合国提出将公约作准中文本的“盟约”改为“公约”，并已得到联合国同意； 2. 台湾当局“签署”非法无效； 3. 公约第1条不影响联合声明和基本法关于澳门地位的规定； 4. 公约第12条第4款、第13条、第25条b项不在澳门特别行政区适用。 香港适用史：1976年5月20日对英属香港生效 澳门适用史：1993年4月27日对葡属澳门生效 |
| 关于各国探索和利用包括月球和其他天体在内外层空间活动的原则条约     | 外层空间条约          | 1967年1月27日  | 1967年10月10日 | 美国政府 英国政府 俄罗斯政府 |                | 华盛顿 伦敦 莫斯科 | 1983年12月30日              | 回归适用 | 回归适用 | 1983年12月30日 | 中国政府分别于1983年12月30日，1984年1月6日，1984年1月12日向美国政府、苏联政府和英国政府交存加入书；声明台湾当局“签署”“批准”非法无效 |
| 不扩散核武器条约                                                   |                       | 1968年7月1日   | 1970年3月5日   | 美国政府 英国政府 俄罗斯政府 |                | 华盛顿 伦敦 莫斯科 | 1992年3月9日                | 回归适用 | 回归适用 | 1992年3月9日   | [ UK 1 ] [ CN 64 ] |
| 国际水道测量组织公约                                               |                       | 1967年5月3日   | 1970年9月22日  | 摩纳哥政府                   |                | 摩纳哥             | 1979年5月15日               | 回归适用 | 回归适用 | 1979年5月15日  | 1979年5月15日致函摩纳哥政府，通知承认并参加，通知现有船队吨位是518.4万总吨；同时声明对公约第17条保留，声明台湾当局“签字”“接受”非法无效 中国还加入了公约2005年议定书 |
| 建立世界知识产权组织公约                                           |                       | 1967年7月14日  | 1970年4月26日  | 世界知识产权组织总干事       |                | 斯德哥尔摩         | 1980年3月4日                | 回归适用 | 回归适用 | 1980年6月4日   | [ CN 66 ] |
| 维也纳条约法公约                                                   |                       | 1969年5月23日  | 1980年1月27日  | 联合国秘书长                 |                | 维也纳             | 1997年5月9日                | 回归适用 | 继续适用 | 1997年10月3日  | 1997年9月3日声明对公约第66条保留，同时声明台湾当局“签字”非法无效 |
| 国际船舶吨位丈量公约                                               |                       | 1969年6月23日  | 1982年7月18日  | 国际海事组织秘书长           |                | 伦敦               | 1980年4月8日                | 继续适用 | 继续适用 | 1982年7月18日  | 1980年4月8日声明台湾当局“签字”非法无效 香港适用史：1982年7月18日英属香港生效 澳门适用史：1999年11月19日对葡属澳门生效 |
| 国际油污损害民事责任公约                                           | 1969年责任公约        | 1969年11月29日 | 1975年6月19日  | 国际海事组织秘书长           |                | 布鲁塞尔           | 1980年1月30日               |          |          | 1980年4月30日  | 1980年1月30日声明台湾当局“签字”“接受”非法无效 1999年1月5日声明退出 |
| 国际干预公海油污事故公约                                           | 公海干预公约          | 1969年11月29日 | 1975年5月6日   | 国际海事组织秘书长           |                | 布鲁塞尔           | 1990年2月23日               | 继续适用 | 回归适用 | 1990年5月24日  | 香港适用史：1975年5月6日对英属香港生效 |

## 1970年代通过的国际公约（42）
| 公约全称                                                           | 公约简称                            | 公约通过时间                                               | 公约生效时间   | 保存机关                              | 中国签署时间   | 签署地点                    | 中国批准/核准/接受/加入时间 | 适用香港 | 适用澳门 | 对中国生效时间 | 中国声明保留情况及其他 |
| ------------------------------------------------------------------ | ----------------------------------- | ---------------------------------------------------------- | -------------- | ------------------------------------- | -------------- | --------------------------- | --------------------------- | -------- | -------- | -------------- | --- |
| 关于从国外调取民事或商事证据的公约                                 | 海牙取证公约                        | 1970年3月18日                                              | 1972年10月7日  | 荷兰政府                              |                | 海牙                        | 1997年12月8日               | 继续适用 | 继续适用 | 1998年2月6日   | 1997年12月8日声明 1. 根据公约第2条，指定中华人民共和国司法部为中央机关，负责接收来自另一缔约国司法机关的请求书，并将其转交给执行请求的主管机关； 2. 根据公约第13条声明，对于普通法国家旨在进行审判前文件调查的请求书，仅执行已在请求书中列明并与案件有直接密切联系的文件的调查请求； 3. 根据公约第33条声明，除第15条以外，不适用公约第二章的规定。 中央政府为香港特区所作声明 1. 关于公约第16条，不允许其他国家外交官或领事代表在香港特别行政区向中华人民共和国或第三国国民取证。 2. 根据公约第23条声明，香港特别行政区不执行普通法国家旨在进行审判前文件调查的请求书，包括要求某人进行下列行为的请求书： 1. 说明哪些与请求书所涉及的诉讼有关的文件正在或已在其持有、保管或权限范围内； 2. 提供有关被请求法院看来处于或可能处于该人持有、保管或权限范围内，且非请求书中所列明的特定文件的其他任何文件。 3. 根据公约第24条规定，指定香港特别行政区高等法院司法常务官为在香港特别行政区接受执行请求书的机关；根据公约第17条的规定，指定香港特别行政区政府政务司长为香港特别行政区的主管机关。 4. 根据公约第4条、第33条，香港特别行政区将不接受以法文写成的请求书。 中央政府为澳门特区所作声明 1. 根据公约第24条规定，指定澳门特别行政区检察院为澳门特别行政区的其他机关，负责接受来自另一缔约国司法机关的请求书，并将其转交执行请求的主管机关； 2. 根据公约第23条声明，澳门特别行政区不执行普通法国家旨在进行审判前文件调查的请求书； 3. 根据公约第23条声明，除第15条外，澳门特别行政区不适用公约第二章的规定；澳门特别行政区政府不适用公约第4条第2款的规定； 4. 根据公约第4条第3款声明，澳门特别行政区只接收以中文或葡文，或附有中文或葡文译文的请求书。 香港适用史：1978年8月22日对英属香港生效 澳门适用史：1999年12月14日对葡属澳门生效 |
| 专利合作条约                                                       |                                     | 1970年6月19日                                              | 1978年1月24日  | 世界知识产权组织总干事                |                | 华盛顿                      | 1993年9月15日               | 回归适用 | 不适用   | 1994年1月1日   | 中央政府为香港特区所作声明 1. 自1997年7月1日起，根据本条约提出的国际申请指定中国时，将包括香港特别行政区。 2. 关于自1997年7月1日起提出的指定中国的国际申请，其根据本条约第22条和第39条“进入国家阶段”的方式，将在1997年12月31日之前通知世界知识产权组织总干事。 中国还加入了专利合作条约实施细则 |
| 关于禁止和防止非法进出口文化财产和非法转让其所有权的方法的公约     |                                     | 1970年11月17日                                             | 1972年4月24日  | 联合国教科文组织总干事                |                | 巴黎                        | 1989年10月25日              |          |          | 1990年1月25日  | [ CN 75 ] |
| 关于制止非法劫持航空器的公约                                       | 海牙公约                            | 1970年12月16日                                             | 1971年10月14日 | 美国政府 英国政府 俄罗斯政府          |                | 海牙                        | 1980年9月10日               | 回归适用 | 回归适用 | 1980年10月10日 | 1980年9月10日向美国政府交存加入书，同时声明对公约第12条第1款保留，该保留适用澳门；声明台湾当局“签署”“批准”非法无效 |
| 关于特别是作为水禽栖息地的国际重要湿地公约                         | 湿地公约                            | 1971年2月2日                                               | 1975年12月21日 | 联合国教科文组织总干事                |                | 拉姆萨                      | 1992年3月31日               | 继续适用 | 不适用   | 1992年7月31日  | 香港适用史：1979年5月10日对英属香港生效 |
| 禁止在海床洋底及其底土安置核武器和其他大规模毁灭性武器条约         |                                     | 1971年2月11日                                              | 1972年5月18日  | 美国政府 英国政府 俄罗斯政府          |                | 华盛顿 伦敦 莫斯科          | 1991年2月28日               | 继续适用 | 回归适用 | 1991年2月28日  | 声明条约任何规定不得解释为以任何方式损害中国对其领海及邻接领海的海床洋底及其底土的主权和其它权利；声明台湾当局“签署”“批准”非法无效。 香港适用史：1997年6月11日对英属香港生效 |
| 精神药物公约                                                       |                                     | 1971年2月21日                                              | 1976年8月16日  | 联合国秘书长                          |                | 维也纳                      | 1985年8月23日               | 继续适用 | 继续适用 | 1985年11月20日 | 声明对公约第31条2款保留，保留适用于香港及澳门，同时声明台湾当局“签署”非法无效 香港适用史：1990年12月13日对英属香港生效 澳门适用史：1999年9月13日对葡属澳门适用 |
| 世界版权公约                                                       |                                     | 1971年7月24日                                              | 1974年7月10日  | 联合国教科文组织总干事                |                | 巴黎                        | 1992年7月1日                | 继续适用 | 继续适用 | 1992年10月30日 | 中国加入的是1971年的巴黎文本，1992年7月1日声明根据公约第5条第2款的规定，享有第5条第3、4款规定的权利 香港适用史：1973年5月2日对英属香港生效 澳门适用史：1999年7月23日对葡属澳门生效 |
| 关于制止危害民用航空安全的非法行为的公约                           | 蒙特利尔公约                        | 1971年9月23日                                              | 1973年1月26日  | 美国政府 英国政府 俄罗斯政府          |                | 蒙特利尔                    | 1980年9月10日               | 回归适用 | 回归适用 | 1980年10月10日 | 1980年9月10日向美国政府交存加入书，同时声明对公约第14条第1款保留，声明台湾当局“签字”“批准”非法无效 |
| 保护录音制品制作者防止未经许可复制其录音制品公约                   | 录音制品公约 唱片公约               | 1971年10月29日                                             | 1973年7月18日  | 联合国秘书长                          |                | 日内瓦                      | 1993年1月5日                | 继续适用 | 不适用   | 1993年4月30日  | 香港适用史：1974年12月4日对英属香港生效 |
| 经1972年议定书修正的1961年麻醉品单一公约                           |                                     | 1972年3月25日                                              | 1975年8月8日   | 联合国秘书长                          |                | 纽约                        | 1985年8月23日               | 继续适用 | 继续适用 | 1985年9月21日  | 声明对公约第48条第2款保留，保留适用香港及澳门；声明台湾当局“签字”“批准”非法无效 香港适用史：1965年1月26日对英属香港生效 澳门适用史：1999年4月27日对葡属澳门生效 |
| 外空物体所造成损害之国际责任公约                                   | 责任公约                            | 1972年3月29日                                              | 1972年9月1日   | 美国政府 英国政府 俄罗斯政府          |                | 伦敦 华盛顿 莫斯科          | 1988年12月14日              | 回归适用 | 不适用   | 1988年12月14日 | 1988年12月14日声明台湾当局“签署”“批准”非法无效 |
| 禁止细菌（生物）及毒素武器的发展、生产及储存以及销毁这类武器的公约 | 禁止生物武器公约 生物与有毒武器公约 | 1972年4月10日                                              | 1975年3月26日  | 美国政府 英国政府 俄罗斯政府          |                | 伦敦 华盛顿 莫斯科          | 1984年11月15日              | 回归适用 | 回归适用 | 1984年11月15日 | 1984年11月15日声明台湾当局“签署”“批准”非法无效 |
| 国际海上避碰规则公约                                               |                                     | 1972年10月20日                                             | 1977年7月15日  | 国际海事组织秘书长                    |                | 伦敦                        | 1980年1月7日                | 继续适用 | 继续适用 | 1980年1月7日   | 香港适用史：1977年7月15日对英属香港生效 澳门适用史：1999年3月22日对葡属澳门生效 |
| 保护世界文化和自然遗产公约                                         | 世界遗产公约                        | 1972年11月23日                                             | 1975年12月17日 | 联合国教科文组织总干事                |                | 巴黎                        | 1985年12月12日              | 继续适用 | 回归适用 | 1986年3月12日  | 香港适用史：1984年5月29日对英属香港生效 |
| 国际集装箱安全公约                                                 |                                     | 1972年12月2日                                              | 1977年9月6日   | 国际海事组织秘书长                    |                | 日内瓦                      | 1980年9月23日               | 继续适用 | 单独适用 | 1981年9月23日  | 香港适用史：1997年5月30日对英属香港生效 2005年6月24日适用于澳门 |
| 1972年集装箱关务公约                                               |                                     | 1972年12月2日                                              | 1975年12月6日  | 联合国秘书长                          |                | 日内瓦                      | 1986年1月22日               | 继续适用 | 不适用   | 1986年7月22日  | [ UN 2 ] [ CN 89 ] |
| 防止倾倒废物及其他物质污染海洋的公约                               | 伦敦倾废公约                        | 1972年12月29日                                             | 1975年8月30日  | 墨西哥政府 苏联政府 英国政府 美国政府 |                | 伦敦 墨西哥城 莫斯科 华盛顿 | 1985年11月14日              | 继续适用 | 回归适用 | 1985年12月15日 | 中国还加入了公约1996年议定书 香港适用史：1975年11月17日对英属香港生效 |
| 经1978年议定书修正的国际防止船舶造成污染公约                       |                                     | 1973年2月17日 （1973年公约） 1978年2月17日（1978年议定书） | 1983年10月2日  | 国际海事组织秘书长                    |                | 伦敦                        | 1983年7月1日                | 继续适用 | 继续适用 | 1983年10月2日  | 1983年7月1日声明对公约负责III、IV和V保留 1988年11月21日加入附则V，1994年9月13日加入附则III，2006年11月2日加入附则IV 香港适用史：1985年4月11日附则I、II对英属香港生效，1995年3月7日附则III对英属香港生效，1996年3月27日附则V对英属香港生效 澳门适用史：1999年8月24日对葡属澳门生效 |
| 濒危野生动植物种国际贸易公约                                       | 华盛顿公约                          | 1973年3月3日                                               | 1975年7月1日   | 瑞士政府                              |                | 华盛顿                      | 1981年1月8日                | 回归适用 | 回归适用 | 1981年4月8日   | 中国还加入了公约1979年修正案和1983年修正案 |
| 关于简化和协调海关业务制度的国际公约                               | 京都公约                            | 1973年5月18日                                              | 1974年9月25日  | 海关合作理事会秘书长                  |                | 京都                        | 1988年5月29日               |          |          | 1988年5月29日  | 中国还加入了公约1999年修正案议定书 |
| 准予就业最低年龄公约（ILO-C138）                                   | 1973年准予就业最低年龄公约          | 1973年6月26日                                              | 1976年6月19日  | 国际劳工局局长                        |                | 日内瓦                      | 1998年12月29日              | 跟随适用 | 单独适用 | 2000年4月28日  | 声明 1. 在中华人民共和国领土内及中华人民共和国注册的运输工具上就业或者工作的最低年龄为16周岁。 中央政府为香港特区所作声明 1. 就香港特别行政区而言，公约第二条所指的最低年龄为15岁 2. 就香港特别行政区而言，公约第三条修改为： 1. 如获劳工处处长的书面批准，年满15岁但不满16岁的人士，可受雇于工厂及工业经营条例所界定的危险行业和使用木工机械工作 2. 如获得酒牌局的书面批准，年满15岁但不满16岁的人士，在上午6时至晚上10时，可在持牌供应酒类以供饮用的处所或其附近受雇 2000年10月6日对澳门生效 |
| 1973年国际电信公约                                                 |                                     | 1973年10月25日                                             | 1975年1月1日   |                                       | 1973年10月25日 | 马拉加-托雷莫里诺斯         |                             |          |          |                | 已被1982年国际电信公约废止 |
| 禁止并惩治种族隔离罪行国际公约                                     |                                     | 1973年11月30日                                             | 1976年7月18日  | 联合国秘书长                          |                | 纽约                        | 1983年4月18日               | 回归适用 | 回归适用 | 1983年5月18日  | [ CN 97 ] |
| 关于防止和惩处侵害应受国际保护人员包括外交代表的罪行的公约         | 外交官保护公约                      | 1973年12月14日                                             | 1977年2月20日  | 联合国秘书长                          |                | 纽约                        | 1987年8月5日                | 继续适用 | 继续适用 | 1987年9月4日   | 1987年8月5日声明对公约第13条第1款保留 香港适用史：1979年5月2日对英属香港生效 澳门适用史：1999年8月11日对葡属澳门生效 |
| 联合国班轮公会行动守则公约                                         |                                     | 1974年4月6日                                               | 1983年10月6日  | 联合国秘书长                          |                | 日内瓦                      | 1980年9月23日               | 继续适用 | 不适用   | 1983年10月6日  | 1980年9月23日声明中华人民共和国和其他国家之间，经过协商，在合适的基础上建立的联合航线，与班轮公会的性质完全不同，不适用公约的各项规定 香港适用史：1985年6月28日对英属香港生效 |
| 国际海上人命安全公约                                               |                                     | 1974年11月1日                                              | 1980年5月25日  | 国际海事组织秘书长                    | 1975年6月20日  | 伦敦                        | 1980年1月7日                | 继续适用 | 继续适用 | 1980年5月25日  | 中国还加入了公约1981年修正案、1983年修正案、1995年修正案、1997年6月修正案和1997年10月修正案，以及1978年议定书 香港适用史：1980年5月25日对英属香港生效 澳门适用史：1999年8月24日对葡属澳门生效 |
| 海上旅客及其行李运输雅典公约                                       | 雅典公约                            | 1974年12月13日                                             | 1987年4月28日  | 国际海事组织秘书长                    |                | 雅典                        | 1994年6月1日                | 继续适用 | 单独适用 | 1994年8月30日  | 中国还加入了公约1976年议定书 2005年6月24日对澳门生效 |
| 关于登记射入外层空间物体的公约                                     | 登记公约                            | 1975年1月14日                                              | 1976年9月15日  | 联合国秘书长                          |                | 纽约                        | 1988年12月12日              | 继续适用 | 不适用   | 1988年12月12日 | [ UN 2 ] [ CN 102 ] |
| 1975年国际公路运输公约                                             | TIR公约                             | 1975年11月14日                                             | 1978年3月20日  | 联合国秘书长                          |                | 日内瓦                      |                             | 不适用   | 不适用   | 2016年4月28日  | [ UN 14 ] |
| 东南亚友好合作条约                                                 |                                     | 1976年2月24日                                              | 1976年6月21日  | 东盟秘书处                            |                | 巴厘岛                      | 2003年10月8日               | 跟随适用 | 跟随适用 | 2003年10月8日  | 中国加入的是经两项修改议定书修正的条约 中国还加入了条约第三修改议定书 |
| 三方协商促进实施国际劳工标准公约（ILO-C144）                       | 1976年三方协商（国际劳工标准）公约  | 1976年6月21日                                              | 1978年5月16日  | 国际劳工局局长                        |                | 日内瓦                      | 1990年11月2日               | 回归适用 | 回归适用 | 1990年11月2日  | [ ILO 1 ] [ ILO 2 ] [ ILO 3 ] [ CN 105 ] |
| 国际海事卫星组织公约                                               |                                     | 1976年9月3日                                               | 1979年7月16日  | 国际海事组织秘书长                    | 1979年7月13日  | 伦敦                        | 1979年7月13日               | 回归适用 | 单独适用 | 1979年7月16日  | 中国还加入了公约1989年修正案和1998年修正案 2005年6月24日对澳门生效 |
| 禁止为军事或任何其他敌对目的使用改变环境的技术的公约               | 环境战公约                          | 1976年12月10日                                             | 1978年10月5日  | 联合国秘书长                          |                | 日内瓦                      | 2005年6月8日                | 跟随适用 | 跟随适用 |                | [ CN 107 ] |
| 国际承认用于专利程序的微生物保存布达佩斯条约                       | 布达佩斯条约                        | 1977年4月28日                                              | 1980年8月19日  | 世界知识产权组织总干事                |                | 布达佩斯                    | 1995年7月1日                |          |          | 1995年7月1日   | [ WIPO 6 ] [ CN 108 ] |
| 劳动行政管理公约（ILO-C150）                                       | 1978年劳动行政管理公约              | 1978年6月26日                                              | 1980年10月11日 | 国际劳工局局长                        |                | 日内瓦                      | 2002年3月7日                | 回归适用 | 跟随适用 | 2003年3月7日   | [ ILO 1 ] [ ILO 2 ] [ ILO 3 ] [ CN 109 ] |
| 海员培训、发证和值班标准国际公约                                   |                                     | 1978年7月7日                                               | 1984年4月28日  | 国际海事组织秘书长                    | 1979年6月3日   | 伦敦                        | 1981年6月8日                | 继续适用 | 单独适用 | 1984年4月28日  | 香港适用史：1984年11月3日对香港生效 2005年7月18日对澳门生效 |
| 经1978年议定书修正的1961年国际植物新品种保护公约                   |                                     | 1978年10月23日                                             | 1981年11月8日  | 国际植物新品种保护联盟秘书长          |                | 巴黎                        | 1999年3月23日               | 不适用   |          | 1999年4月23日  | [ CN 111 ] |
| 国际海上搜寻救助公约                                               |                                     | 1979年4月27日                                              | 1985年6月22日  | 国际海事组织秘书长                    | 1980年9月11日  | 汉堡                        | 1985年6月24日               | 继续适用 | 单独适用 | 1985年7月24日  | 中国还加入了公约1998年修正案 香港适用史：1985年6月22日对香港生效 2005年6月24日对澳门生效 |
| 万国邮政公约                                                       |                                     | 1979年10月26日                                             | 1981年7月1日   | 国际邮联总局长                        | 1979年10月26日 | 里约热内卢                  | 1982年11月25日              | 回归适用 | 回归适用 | 1982年11月25日 | [ IGO 10 ] [ CN 113 ] |
| 反对劫持人质国际公约                                               | 人质公约                            | 1979年12月17日                                             | 1983年6月3日   | 联合国秘书长                          |                | 纽约                        | 1992年12月28日              | 继续适用 | 继续适用 | 1993年1月26日  | 1992年12月28日声明对公约第16条第1款保留 澳门适用史：1999年6月28日对葡属澳门生效 |
| 消除对妇女一切形式歧视公约                                         |                                     | 1979年12月18日                                             | 1981年9月3日   | 联合国秘书长                          | 1980年7月17日  | 哥本哈根                    | 1980年11月4日               | 继续适用 | 继续适用 | 1981年9月3日   | 1980年11月4日声明对受公约第29条第1款保留 2002年7月10日批准对该公约第20条第1节的修正案（尚未生效） 香港适用史：1996年10月14日对英属香港生效 澳门适用史：1999年4月27日对葡属澳门生效 |

## 1980年代通过的国际公约（25）
| 公约全称                                                             | 公约简称                 | 公约通过时间   | 公约生效时间   | 保存机关                        | 中国签署时间   | 签署地点    | 中国批准/核准/接受/加入时间 | 适用香港 | 适用澳门 | 对中国生效时间 | 中国声明保留情况及其他 |
| -------------------------------------------------------------------- | ------------------------ | -------------- | -------------- | ------------------------------- | -------------- | ----------- | --------------------------- | -------- | -------- | -------------- | --- |
| 核材料实物保护公约                                                   |                          | 1980年3月3日   | 1987年2月8日   | 国际原子能机构总干事            |                | 维也纳 纽约 | 1989年1月10日               |          |          | 1989年2月9日   | 声明对公约第12条第2款保留 中国还加入了公约2005年修正案 |
| 联合国国际货物销售合同公约                                           | 销售公约                 | 1980年4月11日  | 1988年1月1日   | 联合国秘书长                    | 1981年9月30日  | 维也纳      | 1986年12月11日              |          |          | 1988年1月1日   | 1986年12月11日声明对公约第1条第1款b，第11条及与第11条有关的规定保留 2013年11月16日通知撤回对第11条有关内容的保留 |
| 南极海洋生物资源养护公约                                             |                          | 1980年5月20日  | 1982年4月7日   | 联合国秘书长                    |                | 堪培拉      | 2005年9月19日               | 单独适用 | 跟随适用 | 2005年10月19日 | 2020年7月1日对香港生效 |
| 禁止或限制使用某些可被认为具有过分伤害力或滥杀滥伤作用的常规武器公约 | 特定常规武器公约         | 1980年10月10日 | 1983年12月2日  | 联合国秘书长                    | 1981年9月14日  | 日内瓦      | 1982年4月7日                | 继续适用 | 继续适用 | 1983年12月2日  | 中国还加入了公约所附的关于无法检测的碎片的议定书（第一号议定书）、禁止或限制使用地雷、诱杀装置和其他装置的修正议定书（修正的第二号议定书）、禁止或限制使用燃烧武器议定书（第三号议定书）和关于激光致盲武器的议定书，以及公约第一条修正案 |
| 亚洲太平洋邮政公约                                                   |                          | 1981年3月27日  | 1981年7月1日   | 菲律宾政府                      | 1981年3月27日  | 日惹        | 1982年8月25日               |          |          | 1982年10月18日 | 中国还加入了公约最后议定书（1981年） |
| 职业安全和卫生及工作环境公约（ILO-C155）                             | 1981年职业安全和卫生公约 | 1981年6月22日  | 1983年8月11日  | 国际劳工局局长                  |                | 日内瓦      | 2006年10月31日              | 不适用   | 回归适用 | 2008年1月25日  | [ ILO 1 ] [ ILO 2 ] [ ILO 3 ] [ CN 120 ] |
| 1982年国际电信公约                                                   |                          | 1982年11月6日  | 1984年1月1日   | 国际电信联盟秘书长              | 1982年11月6日  | 内罗毕      | 1985年8月15日               |          |          | 1985年9月10日  | 已被1992年国际电信联盟公约废止 |
| 联合国海洋法公约                                                     |                          | 1982年12月10日 | 1994年11月16日 | 联合国秘书长                    | 1982年12月10日 | 蒙特哥湾    | 1996年6月7日                | 继续适用 | 继续适用 | 1996年7月7日   | 中国还加入了关于执行公约第十一部分的协定、执行公约有关养护和管理跨界鱼类种群和高度洄游鱼类种群的规定的协定 |
| 商品名称及编码协调制度的国际公约                                     |                          | 1983年6月14日  | 1988年1月1日   | 海关合作理事会秘书长            |                | 布鲁塞尔    | 1992年6月23日               | 不适用   | 回归适用 | 1993年1月1日   | [ CN 124 ] |
| 残疾人职业康复和就业公约（ILO-C159）                                 |                          | 1983年6月20日  | 1985年6月20日  | 国际劳工局局长                  |                | 日内瓦      | 1987年9月5日                | 不适用   | 不适用   | 1988年2月2日   | [ ILO 1 ] [ ILO 2 ] [ ILO 3 ] [ CN 125 ] |
| 亚洲和太平洋地区承认高等教育学历、文凭与学位的地区公约               |                          | 1983年12月16日 | 1985年10月23日 | 联合国教科文组织总干事          | 1983年12月16日 | 曼谷        | 1984年9月25日               |          |          | 1985年10月23日 | [ CN 126 ] |
| 禁止酷刑和其他残忍、不人道或有辱人格的待遇或处罚公约                 |                          | 1984年12月10日 | 1987年6月26日  | 联合国秘书长                    | 1986年12月12日 | 纽约        | 1988年10月4日               | 继续适用 | 继续适用 | 1988年11月3日  | 声明对公约第20条和第30条第1款持有保留 2002年7月10日批准对第17条第5款、第18条第5款的修正案（尚未生效） 香港适用史：1992年12月9日对英属香港生效 澳门适用史：1999年6月15日对葡属澳门生效 |
| 保护臭氧层维也纳公约                                                 |                          | 1985年3月22日  | 1988年9月22日  | 联合国秘书长                    |                | 维也纳      | 1989年9月11日               | 继续适用 | 继续适用 | 1989年12月10日 | 中国还加入了经修正的关于消耗臭氧层物质的蒙特利尔议定书和该议定书的蒙特利尔修正案、北京修正案 香港适用史：1987年5月15日对英属香港生效 澳门适用史：1994年2月15日对葡属澳门生效 |
| 多边投资担保机构公约                                                 |                          | 1985年10月11日 | 1988年4月12日  | 世界银行                        |                | 华盛顿      | 1988年4月30日               | 回归适用 | 不适用   | 1988年4月30日  | [ CN 129 ] |
| 反对体育领域种族隔离国际公约                                         |                          | 1985年12月10日 | 1988年4月3日   | 联合国秘书长                    | 1987年10月21日 | 纽约        |                             |          |          | 1988年4月3日   | [ CN 130 ] |
| 及早通报核事故公约                                                   |                          | 1986年9月26日  | 1986年10月27日 | 国际原子能机构总干事            | 1986年9月26日  | 维也纳      | 1987年9月14日               |          |          | 1988年12月29日 | 1986年9月26日声明对公约第11条第2款保留 |
| 核事故或辐射紧急援助公约                                             |                          | 1986年9月26日  | 1987年2月26日  | 国际原子能机构总干事            | 1986年9月26日  | 维也纳      | 1987年9月14日               |          |          | 1987年10月14日 | 1986年9月26日声明 1. 对公约第13条第2款保留； 2. 在由于个人重大过失而造成死亡、受伤、损失或毁坏的情况下，中国不适用公约第10条第2款。 |
| 经2010年议定书修订的多边税收征管互助公约                             |                          | 1988年1月25日  | 2011年6月1日   | 欧洲委员会秘书长 经合组织秘书长 | 2013年8月27日  | 斯特拉斯堡  | 2015年7月1日                | 单独适用 | 单独适用 | 2016年2月1日   | 2018年9月1日对香港、澳门生效 |
| 制止危及海上航行安全非法行为公约                                     |                          | 1988年3月10日  | 1992年3月1日   | 国际海事组织秘书长              | 1988年10月25日 | 罗马        | 1991年8月20日               | 单独适用 | 单独适用 | 1992年3月1日   | 1988年10月25日声明对公约第16条第1款保留 2006年2月20日对香港生效，2020年4月2日对澳门生效 |
| 建筑业安全卫生公约（ILO-C167）                                       |                          | 1988年6月20日  | 1991年1月11日  | 国际劳工局局长                  |                | 日内瓦      | 2001年10月21日              | 不适用   | 跟随适用 | 2003年3月7日   | [ ILO 1 ] [ ILO 2 ] [ ILO 3 ] [ CN 135 ] |
| 联合国禁止非法贩运麻醉药品和精神药物公约                             |                          | 1988年12月20日 | 1990年11月11日 | 联合国秘书长                    | 1988年12月20日 | 维也纳      | 1989年10月25日              | 继续适用 | 继续适用 | 1990年11月11日 | 声明对第32条第2、3款保留，保留适用于香港 香港适用史：1997年5月15日对英属香港生效 澳门适用史：1999年7月7日对葡属澳门生效 |
| 控制危险废物越境转移及其处置巴塞尔公约                               |                          | 1989年3月22日  | 1992年5月5日   | 联合国秘书长                    | 1990年3月22日  | 巴塞尔      | 1991年9月4日                | 继续适用 | 继续适用 | 1992年5月5日   | 中国还加入了公约1995年修正案，和公约缔约方会议第Ⅲ/1号决议之修正案 香港适用史：1995年10月30日对英属香港生效 澳门适用史：1999年6月28日对葡属澳门生效 |
| 国际救助公约                                                         |                          | 1989年4月28日  | 1996年7月14日  | 国际海事组织秘书长              |                | 伦敦        | 1994年3月30日               | 继续适用 | 回归适用 | 1996年7月14日  | 1994年3月30日声明 根据公约第31条第1款a, b, d项的规定，中华人民共和国保留权利，使公约规定不适用于： 1. 救助行动在国内水域进行而所有涉及的船舶都是国内航行船舶； 2. 救助行动在国内水域进行而并无涉及船舶； 3. 所涉及的财产是史前、考古或历史价值且位于海床上的海洋文化财产。 保留适用于香港。 |
| 儿童权利公约                                                         |                          | 1989年11月20日 | 1990年9月2日   | 联合国秘书长                    | 1990年8月29日  | 纽约        | 1991年12月29日              | 继续适用 | 继续适用 | 1992年4月2日   | 1991年12月29日声明将在符合其宪法第二十五条关于计划生育的规定的前提下，并根据中华人民共和国未成年人保护法第二条的规定，履行公约第六条所规定的义务 中国还批准了对第43条第2款修正案，加入了公约关于儿童卷入武装冲突问题的任择议定书（声明公民自愿参军的最低年龄为17岁），以及公约关于买卖儿童、儿童卖淫和儿童色情制品问题的任择议定书 香港适用史：1994年9月7日对英属香港生效 1999年4月27日对葡属澳门生效 |
| 关于集成电路的知识产权条约                                           | 华盛顿条约               | 1989年5月26日  |                | 世界知识产权组织总干事          | 1990年5月1日   | 华盛顿      |                             | 不适用   | 不适用   |                | [ WIPO 7 ] [ CN 140 ] |

## 1990年代通过的国际公约（25）
| 公约全称                                                               | 公约简称             | 公约通过时间   | 公约生效时间   | 保存机关               | 中国签署时间   | 签署地点   | 中国批准/核准/接受/加入时间 | 适用香港 | 适用澳门 | 对中国生效时间 | 中国声明保留情况及其他 |
| ---------------------------------------------------------------------- | -------------------- | -------------- | -------------- | ---------------------- | -------------- | ---------- | --------------------------- | -------- | -------- | -------------- | --- |
| 作业场所安全使用化学品公约（ILO-C170）                                 |                      | 1990年6月25日  | 1993年11月4日  | 国际劳工局局长         |                | 日内瓦     | 1995年1月1日                | 不适用   | 不适用   | 1996年1月1日   | [ ILO 1 ] [ ILO 2 ] [ ILO 3 ] [ CN 141 ] |
| 关于暂准进口的公约                                                     |                      | 1990年6月26日  | 1993年11月27日 | 海关合作理事会秘书长   |                | 伊斯坦布尔 | 1993年8月27日               | 继续适用 | 不适用   | 1993年11月27日 | 1993年8月27日声明 1. 中国政府对A.T.A.单证册适用于邮运物品提出保留，保留适用于香港； 2. 在A.T.A.单证册封面上将香港列为国家是错误的，中国政府保留在适当时候要求予以纠正的权利。 中国加入了公约附约A和附约B1至B4，香港额外加入了附约B6和附约B7 香港适用史：1995年2月15日对英属香港生效 |
| 国际油污防备、反应和合作公约                                           |                      | 1990年11月30日 | 1995年5月13日  | 国际海事组织秘书长     |                | 伦敦       | 1998年3月30日               | 单独适用 | 单独适用 | 1998年6月30日  | 2001年5月1日对香港、澳门生效 |
| 北太平洋海洋科学组织公约                                               |                      | 1990年12月12日 | 1992年3月24日  | 加拿大政府             | 1991年10月22日 | 渥太华     | 1992年8月31日               |          |          | 1992年8月31日  | [ CN 144 ] |
| 联合国气候变化框架公约                                                 |                      | 1992年5月9日   | 1994年3月21日  | 联合国秘书长           | 1992年6月11日  | 纽约       | 1993年1月5日                | 单独适用 | 继续适用 | 1994年3月21日  | 中国还加入了京都议定书和巴黎协定 2003年4月8日对香港生效 澳门适用史：1999年6月28日对葡属澳门生效 |
| 生物多样性公约                                                         |                      | 1992年6月5日   | 1993年12月29日 | 联合国秘书长           | 1992年6月11日  | 里约热内卢 | 1993年1月5日                | 单独适用 | 继续适用 | 1993年12月29日 | 中国还加入了卡塔赫纳生物安全议定书、名古屋议定书 2011年5月9日对香港生效 澳门适用史：1999年6月28日对葡属澳门生效 |
| 国际电信联盟公约                                                       |                      | 1992年12月22日 | 1994年7月1日   | 国际电信联盟秘书长     | 1992年12月22日 | 日内瓦     | 1997年7月15日               |          |          | 1997年7月15日  | [ CN 147 ] |
| 关于禁止发展、生产、储存和使用化学武器及销毁此种武器的公约             | 禁止化学武器公约     | 1993年1月13日  | 1997年4月29日  | 联合国秘书长           | 1993年1月13日  | 日内瓦     | 1997年4月25日               | 继续适用 | 继续适用 | 1997年4月29日  | 1997年4月25日声明 1. 中国一贯主张全面禁止和彻底销毁一切化学武器。公约为实现这一目标奠定了国际法律基础，因此中国支持公约的宗旨、目标和原则。 2. 中国呼吁拥有庞大化学武器库的国家尽早批准公约，以利于早日实行公约的宗旨和目标。 3. 公约的宗旨、目标和原则应得到严格遵守。关于质疑核查的规定不得被滥用，不得损害缔约国与化学武器无关的国家安全利益。中国坚决反对任何滥用核查规定危害中国主权与安全的做法。 4. 在外国遗弃的化学武器的国家应当切实履行公约的有关规定，承担销毁这些化学武器的义务，尽快彻底销毁遗弃在别国领土上的化学武器。 5. 公约应确实发挥促进化工领域为和平目的的国际贸易、科技交流与合作的作用。公约应当成为规范缔约国之间在化工领域进行贸易、国际合作与交流方面的有效法律依据。 |
| 船舶优先权和抵押权国际公约                                             |                      | 1993年5月6日   | 2004年9月5日   | 联合国秘书长           | 1994年8月18日  | 日内瓦     |                             |          |          |                | [ UN 23 ] [ CN 149 ] |
| 跨国收养方面保护儿童及合作公约                                         | 海牙收养公约         | 1993年5月29日  | 1995年5月1日   | 荷兰政府               | 2000年5月1日   | 海牙       | 2005年9月16日               | 跟随适用 | 跟随适用 | 2006年1月1日   | [ IGO 12 ] [ CN 150 ] |
| 中白令海狭鳕资源养护与管理公约                                         |                      | 1994年6月16日  | 1995年12月8日  | 美国政府               | 1994年6月16日  | 华盛顿     | 1995年9月22日               |          |          | 1995年12月8日  | [ CN 151 ] |
| 联合国关于在发生严重干旱和/或荒漠化的国家特别是在非洲防治荒漠化的公约  | 联合国防治荒漠化公约 | 1994年6月17日  | 1996年12月26日 | 联合国秘书长           | 1994年10月14日 | 巴黎       | 1997年2月18日               |          |          | 1997年5月19日  | [ UN 24 ] [ CN 152 ] |
| 核安全公约                                                             |                      | 1994年9月20日  | 1996年10月24日 | 国际原子能机构总干事   | 1994年9月20日  | 维也纳     | 1996年4月9日                |          |          | 1996年10月24日 | [ IAEA 1 ] [ CN 153 ] |
| 联合国人员和有关人员安全公约                                           |                      | 1994年12月9日  | 1999年1月15日  | 联合国秘书长           |                | 纽约       | 2004年9月22日               | 跟随适用 | 跟随适用 | 2004年10月22日 | 声明对公约第22条第1款保留 |
| 国际统一私法协会关于被盗或者非法出口文物的公约                         |                      | 1995年6月24日  | 1998年7月1日   | 意大利政府             |                | 罗马       | 1997年5月7日                |          |          | 1998年7月1日   | 1997年5月7日声明 1. 中国加入本公约不意味着承认发生在本公约以前的任何从中国盗走和非法出口文物的行为是合法的。中国保留收回本公约生效前被盗和非法出口的文物的权利； 2. 根据公约第3条第5款的规定，中国关于返还被盗文物的申请受75年的时效限制，并保留将来根据法律规定延长时效限制的权利； 3. 根据公约第8条，向中国提出的对文物返还或者归还的请求，可以直接向中国法院提出或者通过中国文物行政主管机关转交中国法院。 |
| 国际渔船船员培训、发证和值班标准公约                                   |                      | 1995年7月7日   | 2012月9月29日  | 国际海事组织秘书长     | 1996年9月30日  | 伦敦       |                             |          |          |                | [ IGO 1 ] [ CN 156 ] |
| 全面禁止核试验条约                                                     |                      | 1996年9月10号  |                | 联合国秘书长           | 1996年9月24日  | 纽约       |                             |          |          |                | 1996年9月24日声明 1. 中国一贯主张全面禁止和彻底销毁核武器，实现无核武器世界，赞成在向这一目标前进的过程中实现全面禁止核试验武器试验爆炸。中国深信，全面禁核试条约将有助于促进核裁军和防止核扩散。为此，中国支持通过谈判缔结一项公正、合理、可核查、普遍参加和永久有效的条约，并愿采取积极步骤促进条约的批准和生效。 2. 与此同时，中国政府郑重呼吁： 1. 核大国放弃它们的核威慑政策。拥有庞大核武库的国家继续大幅度削减其核武器。 2. 所有在国外部署核武器的国家将这些武器全部撤回本国。所有核武器国家都承担在任何时候和任何情况下不首先使用核武器的义务，都承诺无条件地不对无核武器国家和无核武器地区使用或威胁使用核武器，并尽早就此缔结国际法律文书。 3. 所有核武器国家都承诺支持建立无核武器区的主张，尊重无核武器区的地位，并承担相应的义务。 4. 各国均不发展、不部署外空武器系统和破坏战略安全与稳定的导弹防御系统。 5. 谈判缔结关于全面禁止和彻底销毁核武器的国际公约。 3. 中国政府赞同采取符合条约规定的核查措施，以确保条约得到忠实履行，同时坚决反对任何国家滥用核查权利，包括违反国际法公认原则使用间谍情报和人力情报，侵犯中国主权，危害中国的正当安全利益。 4. 在今世界上，仍然存在着庞大核武库，存在着以首先使用核武器为基础的核威慑政策。在全部消除核武器的目标实现之前，保证自己核武器安全、可靠和有效是中国的最高国家利益。 5. 中国政府和人民愿同世界各国政府和人民一道，为早日实现全面禁止和彻底销毁核武器的崇高目标继续努力奋斗。 |
| 世界知识产权组织表演和录音制品条约                                     |                      | 1996年12月20日 | 2002年5月20日  | 世界知识产权组织总干事 |                | 日内瓦     | 2006年12月29日              | 单独适用 | 单独适用 | 2007年6月9日   | 声明根据条约第15条第3款，对第15条第1款保留，在表演者权利方面香港对第15条第1款保留，在录音制品制作者权利方面澳门对第15条第1款保留 2008年10月1日对香港生效 2013年11月6日对澳门生效 |
| 世界知识产权组织版权条约                                               |                      | 1996年12月20日 | 2002年3月6日   | 世界知识产权组织总干事 |                | 日内瓦     | 2006年12月29日              | 单独适用 | 单独适用 | 2007年6月9日   | 2008年10月1日对香港生效 2013年11月6日对澳门生效 |
| 乏燃料管理安全和放射性废物管理安全联合公约                             |                      | 1997年9月5日   | 2001年6月18日  | 国际原子能机构总干事   |                | 维也纳     | 2006年4月29日               | 单独适用 | 不适用   | 2006年12月12日 | 声明对第2条第u项以及第27条提及的“超越国界运输”的理解是：作为抵达国的任何缔约方在同意来自另一缔约方的国内实体的超越国界运输前，应当向该启运国确认批注 2007年7月3日对香港生效 |
| 国际植物保护公约                                                       |                      | 1997年11月17日 | 2005年10月2日  | 粮农组织总干事         |                | 罗马       | 2005年9月22日               | 不适用   | 跟随适用 |                | 中国加入的是公约1997年修正案 |
| 制止恐怖主义爆炸的国际公约                                             |                      | 1997年12月15日 | 2001年5月23日  | 联合国秘书长           |                | 日内瓦     | 2001年11月13日              | 跟随适用 | 跟随适用 | 2001年12月13日 | 声明对公约第20条第1款保留 |
| 关于在国际贸易中对某些危险化学品和农药采用事先知情同意程序的鹿特丹公约 | 鹿特丹公约           | 1998年9月10日  | 2004年2月24日  | 联合国秘书长           | 1999年8月24日  | 鹿特丹     | 2004年12月29日              | 单独适用 | 跟随适用 | 2005年6月20日  | 2008年8月26日对香港生效 |
| 1999年统一国际航空运输某些规则的公约                                   | 蒙特利尔公约         | 1999年5月28日  | 2003年11月4日  | 国际民航组织秘书长     |                | 蒙特利尔   | 2005年5月28日               | 单独适用 | 跟随适用 | 2005年7月31日  | 2006年12月15日对香港生效 |
| 禁止和立即行动消除最恶劣形式的童工劳动公约（ILO-C182）                 |                      | 1999年6月17日  | 2000年11月19日 | 国际劳工局局长         |                | 日内瓦     | 2002年8月8日                | 跟随适用 | 跟随适用 | 2003年8月8日   | [ ILO 1 ] [ ILO 2 ] [ ILO 3 ] [ CN 165 ] |

## 2000年代通过的国际公约（25）
| 公约全称                                                                           | 公约简称       | 公约通过时间   | 公约生效时间   | 保存机关               | 中国签署时间   | 签署地点   | 中国批准/核准/接受/加入时间 | 适用香港 | 适用澳门 | 对中国生效时间 | 中国声明保留情况及其他 |
| ---------------------------------------------------------------------------------- | -------------- | -------------- | -------------- | ---------------------- | -------------- | ---------- | --------------------------- | -------- | -------- | -------------- | --- |
| 制止向恐怖主义提供资助的国际公约                                                   |                | 2000年1月10日  | 2002年4月10日  | 联合国秘书长           | 2001年11月13日 | 纽约       | 2006年4月19日               | 跟随适用 | 跟随适用 | 2006年5月19日  | 声明对公约第24条第1款保留，保留适用于港澳 |
| 民防援助框架公约                                                                   |                | 2000年5月22日  | 2001年9月23日  | 国际民防组织秘书长     | 2000年10月31日 | 日内瓦     |                             |          |          |                | [ CN 167 ] |
| 中西部太平洋高度洄游鱼类种群养护和管理公约                                         |                | 2000年9月4日   | 2004年6月19日  | 新西兰政府             |                | 檀香山     | 2004年7月9日                | 不适用   | 跟随适用 | 2004年12月2日  | [ CN 168 ] |
| 联合国打击跨国有组织犯罪公约                                                       |                | 2000年11月15日 | 2003年9月29日  | 联合国秘书长           | 2000年12月12日 | 纽约       | 2003年9月23日               | 单独适用 | 跟随适用 | 2003年10月23日 | 声明对公约第35条第2款保留 中国还加入了公约关于预防、禁止和惩治贩运人口特别是妇女和儿童行为的补充议定书，和公约关于打击非法制造和贩运枪支及其零部件和弹药的补充议定书 2006年9月27日对香港生效 中央政府为香港特区所作声明 1. 根据公约第18条第13款的规定，香港特区指定香港特区律政司司长为中心当局； 2. 根据公约第18条第14款的规定，香港特区仅接受以中文或英文提出的司法协助请求。 中央政府为澳门特区所作声明 1. 根据公约第5条第1款第1项第1目所确立的犯罪，根据澳门特区法律须涉及有组织犯罪集团方可成立； 2. 根据公约第18条第13款的规定，澳门特区指定澳门特区行政法务司司长为中心当局，负责在特区内接受司法协助请求，并将其转交特区的主管当局执行； 3. 根据公约第18条第14款的规定，澳门特区仅接受以中文或葡文提出的司法协助请求。 |
| 国际燃油污染损害民事责任公约                                                       |                | 2001年3月23日  | 2008年11月21日 | 国际海事组织秘书长     |                | 伦敦       | 2008年12月9日               | 单独适用 | 跟随适用 | 2009年3月9日   | 2010年1月22日对香港生效 |
| 关于持久性有机污染物的斯德哥尔摩公约                                               | 斯德哥尔摩公约 | 2001年5月22日  | 2004年5月17日  | 联合国秘书长           | 2001年5月23日  | 斯德哥尔摩 | 2004年6月25日               | 跟随适用 | 跟随适用 | 2004年11月11日 | 声明根据公约第25条第4款的规定，对附件A、B或者C的任何修正案，只有在中国对该修正案交存了批准、接受、核准或者加入书之后方对中国生效 中国还加入了公约新增列硫丹修正案、新增列九种持久性有机污染物修正案 |
| 打击恐怖主义、分裂主义和极端主义上海公约                                           |                | 2001年6月15日  | 2003年3月29日  | 中华人民共和国         | 2001年6月15日  | 上海       | 2001年10月27日              | 不适用   | 跟随适用 | 2003年3月29日  | 中国还加入了公约2001年议定书 |
| 控制船舶有害防污底系统国际公约                                                     |                | 2001年10月5日  | 2008年9月17日  | 国际海事组织秘书长     |                | 伦敦       | 2011年3月3日                | 单独适用 | 跟随适用 | 2011年6月7日   | 2016年2月15日对香港生效 |
| 移动设备国际利益公约                                                               |                | 2001年11月16日 | 2006年3月1日   | 国际统一私法协会       | 2001年11月16日 | 开普敦     | 2009年2月3日                | 不适用   | 不适用   | 2009年6月1日   | 声明对公约第39条第1款A、B项，第40、50、53条，第54条第1、2款和第55条保留 中国还加入了公约关于航空器设备特定问题的议定书 |
| 烟草控制框架公约                                                                   |                | 2003年5月21日  | 2005年2月27日  | 联合国秘书长           | 2003年11月10日 | 日内瓦     | 2005年8月28日               | 跟随适用 | 跟随适用 |                | 声明在国内禁止使用自动售烟机，声明适用于港澳 |
| 关于加强美利坚合众国与哥斯达黎加共和国1949年公约设立的美洲间热带金枪鱼委员会的公约 | 安提瓜公约     | 2003年6月27日  | 2010年8月27日  | 美国政府               | 2004年3月3日   | 安提瓜     | 2009年6月17日               |          |          | 2010年8月27日  | [ IGO 15 ] [ CN 176 ] |
| 保护非物质文化遗产公约                                                             |                | 2003年10月17日 | 2006年4月20日  | 联合国教科文组织总干事 |                | 巴黎       | 2004年12月2日               | 单独适用 | 跟随适用 | 2006年4月20日  | [ UNESCO 4 ] [ CN 177 ] |
| 联合国反腐败公约                                                                   |                | 2003年10月31日 | 2005年12月14日 | 联合国秘书长           | 2003年12月10日 | 纽约       | 2005年10月27日              | 跟随适用 | 跟随适用 |                | 2005年10月27日声明对公约第66条第2款保留 |
| 国际船舶压载水和沉积物控制与管理公约                                               |                | 2004年2月13日  | 2017年9月8日   | 国际海事组织秘书长     |                | 伦敦       | 2018年10月22日              | 单独适用 | 跟随适用 | 2019年1月22日  | 2020年8月13日对香港生效 |
| 上海合作组织特权与豁免公约                                                         |                | 2004年6月17日  | 2007年10月4日  | 上海合作组织秘书处     | 2004年6月17日  | 塔什干     | 2005年2月28日               | 跟随适用 | 跟随适用 |                | [ CN 180 ] |
| 联合国国家及其财产管辖豁免公约                                                     |                | 2004年12月2日  |                | 联合国秘书长           | 2005年9月14日  | 纽约       |                             |          |          |                | [ UN 34 ] [ CN 181 ] |
| 制止核恐怖主义行为国际公约                                                         |                | 2005年9月14日  | 2007年7月7日   | 联合国秘书长           | 2005年9月14日  | 纽约       | 2010年8月28日               | 不适用   | 跟随适用 |                | 声明对公约第23条第1款保留 |
| 反对在体育运动中使用兴奋剂国际公约                                                 |                | 2005年10月19日 | 2007年2月1日   | 联合国教科文组织总干事 |                | 巴黎       | 2006年10月9日               | 跟随适用 | 跟随适用 | 2007年2月1日   | [ UNESCO 5 ] [ CN 183 ] |
| 保护和促进文化表现形式多样性公约                                                   |                | 2005年10月20日 | 2007年3月18日  | 联合国教科文组织总干事 |                | 巴黎       | 2006年12月29日              | 跟随适用 | 跟随适用 | 2007年4月30日  | [ UNESCO 6 ] [ CN 184 ] |
| 亚太空间合作组织公约                                                               |                | 2005年10月28日 | 2006年10月12日 | 中华人民共和国政府     |                | 北京       | 2006年6月29日               | 跟随适用 | 跟随适用 | 2006年10月12日 | [ IGO 16 ] [ CN 185 ] |
| 海事劳工公约（ILO-MLC）                                                            |                | 2006年2月23日  | 2013年8月20日  | 国际劳工局局长         |                | 日内瓦     | 2015年11月12日              | 单独适用 | 不适用   | 2016年11月12日 | 2015年8月29日声明中国适用社会保险类别为：养老保险、医疗保险、工伤保险、失业保险和生育保险 中国还参加了公约2014年修正案、2016年修正案和2018年修正案 2018年8月6日对香港生效 |
| 残疾人权利公约                                                                     |                | 2006年12月23日 | 2008年5月3日   | 联合国秘书长           | 2007年3月30日  | 纽约       | 2008年8月1日                | 跟随适用 | 跟随适用 | 2008年8月31日  | [ UN 36 ] [ CN 187 ] |
| 内罗毕国际船舶残骸清除公约                                                         |                | 2007年5月18日  | 2015年4月14日  | 国际海事组织秘书长     |                | 内罗毕     | 2016年11月11日              | 不适用   | 不适用   | 2017年2月11日  | 声明对公约第15条第2、3款保留。声明公约不影响中华人民共和国依法享有的海洋权益。对于涉及“公约区域”以及其他任何涉及领土主权和海洋权益的问题，中华人民共和国排除适用包括仲裁、司法解决、诉诸区域机构或者安排在内的任何第三方争端解决方式，将与直接当事国通过友好谈判协商予以解决。 |
| 上海合作组织成员国长期睦邻友好合作条约                                             |                | 2007年8月16日  | 2012年10月31日 | 上海合作组织秘书处     | 2007年8月16日  | 比什凯克   | 2008年6月26日               | 跟随适用 | 跟随适用 | 2012年10月31日 | [ CN 189 ] |
| 南太平洋公海渔业资源养护和管理公约                                                 |                | 2009年11月14日 | 2012年8月24日  | 新西兰政府             | 2010年8月10日  | 奥克兰     | 2013年1月19日               | 不适用   | 跟随适用 | 2012年8月24日  | [ IGO 17 ] [ CN 190 ] |

## 2010年代通过的国际公约（9）
| 公约全称                                                           | 公约简称       | 公约通过时间   | 公约生效时间  | 保存机关               | 中国签署时间   | 签署地点    | 中国批准/核准/接受/加入时间 | 适用香港 | 适用澳门 | 对中国生效时间 | 中国声明保留情况及其他 |
| ------------------------------------------------------------------ | -------------- | -------------- | ------------- | ---------------------- | -------------- | ----------- | --------------------------- | -------- | -------- | -------------- | --- |
| 制止与国际民用航空有关的非法行为的公约                             | 北京公约       | 2010年9月10日  | 2018年7月1日  | 国际民航组织秘书长     | 2010年9月10日  | 北京        | 2022年10月30日              | 不适用   | 不适用   |                | 声明不受第二十条第一款的约束 |
| 亚洲及太平洋地区承认高等教育资历公约                               |                | 2011年11月26日 | 2018年2月1日  | 联合国教科文组织总干事 | 2011年11月26日 | 东京        | 2014年3月18日               | 跟随适用 | 跟随适用 | 2018年2月1日   | 声明澳门不受第4章第7条、第5章第1条、第3、6章和第8章第4条约束                                                                                                  |
| 北太平洋公海渔业资源养护和管理公约                                 |                | 2012年2月24日  | 2015年7月19日 | 韩国政府               | 2013年3月8日   | 东京        | 2014年11月28日              | 不适用   | 不适用   | 2015年7月19日  | 声明对公约第11条第1、2款保留 |
| 马拉喀什便利盲人、视力障碍者或其他印刷品阅读障碍者获取出版作品条约 | 马拉喀什条约   | 2013年6月28日  | 2016年9月30日 | 世界知识产权组织       | 2013年6月28日  | 马拉喀什    | 2021年10月23日              | 跟随适用 | 不适用   | 2022年5月5日   | 声明香港适用条约，并依据该条约第4条第4款的规定，将该条规定的版权例外限于市场中无法从商业渠道以合理条件为受益人获得特定无障碍格式的作品 声明条约暂不适用于澳门 |
| 关于汞的水俣公约                                                   |                | 2013年10月10日 | 2017年8月16日 | 联合国秘书长           | 2013年10月10日 | 熊本        | 2016年4月18日               | 跟随适用 | 跟随适用 | 2017年8月16日  | [ UN 37 ] [ CN 194 ] |
| 关于建立金砖国家应急储备安排的条约                                 |                | 2014年7月15日  |               | 巴西政府               | 2014年7月15日  | 福塔莱萨    | 2015年1月3日                | 不适用   | 不适用   |                | [ CN 195 ] |
| 实施税收协定相关措施以防止税基侵蚀和利润转移的多边公约             |                | 2016年11月24日 | 2018年7月1日  | 经合组织秘书长         | 2017年6月7日   | 巴黎        |                             |          |          |                | [ UN 38 ] [ CN 196 ] |
| 联合国关于调解所产生的国际和解协议公约                             | 新加坡调解公约 | 2018年12月20日 | 2020年9月12日 | 联合国秘书长           | 2019年8月7日   | 新加坡 纽约 |                             |          |          |                | [ UN 39 ] [ CN 197 ] |
| 成立平方公里阵列天文台公约                                         |                | 2019年3月20日  |               | 英国政府               | 2019年3月20日  | 罗马        | 2021年4月29日               | 不适用   |          | 2021年6月26日  | [ IGO 19 ] [ IGO 20 ] [ CN 198 ] [ CN 199 ] |

### 国际组织

#### 联合国
1. ↑  . UN MULTIMEDIA.   [2021-01-19]. （原始内容存档于2019-03-06） （英语）.
2. 1 2 3 4 5 6 7 8 9 10 11 12 13 14 15 16 17 18 19 20 21 22 23 24 25 26 27 28 29 30 31 32  . UN.   [2020-12-30]. （原始内容存档于2018-11-28） （英语）.
3. ↑  . UN.   [2020-12-30]. （原始内容存档于2021-11-12） （英语）.
4. ↑  . UN.   [2020-12-30]. （原始内容存档于2021-11-12） （英语）.
5. ↑  . UN.   [2020-12-30]. （原始内容存档于2021-11-12） （英语）.
6. ↑  . UN.   [2020-12-30]. （原始内容存档于2021-11-12） （英语）.
7. ↑  . UN.   [2020-12-30]. （原始内容存档于2021-11-12） （英语）.
8. ↑  . UN.   [2020-12-30]. （原始内容存档于2021-12-30） （英语）.
9. ↑  . UN.   [2020-12-30]. （原始内容存档于2021-11-12） （英语）.
10. ↑  . UN.   [2020-12-30]. （原始内容存档于2021-11-12） （英语）.
11. ↑  . UN.   [2020-12-30]. （原始内容存档于2020-10-14） （英语）.
12. ↑  . UN.   [2020-12-30]. （原始内容存档于2021-11-12） （英语）.
13. ↑  . UN.   [2020-12-30]. （原始内容存档于2021-11-12） （英语）.
14. ↑  . UN.   [2020-12-30]. （原始内容存档于2020-11-27） （英语）.
15. ↑  . UN.   [2020-12-30]. （原始内容存档于2021-11-12） （英语）.
16. ↑  . UN.   [2020-12-30]. （原始内容存档于2021-11-12） （英语）.
17. ↑  . UN.   [2020-12-30]. （原始内容存档于2021-11-12） （英语）.
18. ↑  . UN.   [2020-12-30]. （原始内容存档于2021-11-12） （英语）.
19. ↑  . UN.   [2020-12-30]. （原始内容存档于2021-11-12） （英语）.
20. ↑  . UN.   [2020-12-30]. （原始内容存档于2021-11-12） （英语）.
21. ↑  . UN.   [2020-12-30]. （原始内容存档于2020-06-15） （英语）.
22. ↑  . UN.   [2020-12-30]. （原始内容存档于2020-11-02） （英语）.
23. ↑  . UN.   [2020-12-31]. （原始内容存档于2021-11-12） （英语）.
24. ↑  . UN.   [2021-01-03]. （原始内容存档于2021-11-12） （英语）.
25. ↑  . UN.   [2021-01-05]. （原始内容存档于2020-12-01） （英语）.
26. ↑  . UN.   [2021-01-11]. （原始内容存档于2021-01-12） （英语）.
27. ↑  . UN.   [2021-01-08]. （原始内容存档于2021-11-12） （英语）.
28. ↑  . UN.   [2021-01-08]. （原始内容存档于2021-01-09） （英语）.
29. ↑  . UN.   [2021-01-15]. （原始内容存档于2021-11-12） （英语）.
30. ↑  . UN.   [2021-01-17]. （原始内容存档于2021-11-12） （英语）.
31. ↑  . UN.   [2021-01-17]. （原始内容存档于2021-11-12） （英语）.
32. ↑  . UN.   [2021-01-17]. （原始内容存档于2021-11-12） （英语）.
33. ↑  . UN.   [2021-01-18]. （原始内容存档于2021-11-12） （英语）.
34. ↑  . UN.   [2021-01-18]. （原始内容存档于2021-11-12） （英语）.
35. ↑  . UN.   [2021-01-18]. （原始内容存档于2021-11-12） （英语）.
36. ↑  . UN.   [2021-01-18]. （原始内容存档于2020-11-16） （英语）.
37. ↑  . UN.   [2021-01-09]. （原始内容存档于2020-10-25） （英语）.
38. ↑   (PDF). UN.   [2021-01-09]. （原始内容存档 (PDF)于2021-01-06） （英语）.
39. ↑  . UN.   [2022-01-04]. （原始内容存档于2022-01-04） （英语）.

#### 世界知识产权组织
1. ↑  . WIPO.   [2020-12-30]. （原始内容存档于2018-10-30） （英语）.
2. ↑  . WIPO.   [2020-12-30]. （原始内容存档于2018-11-03） （英语）.
3. ↑  . WIPO.   [2020-12-30]. （原始内容存档于2020-06-26） （英语）.
4. ↑  . WIPO.   [2020-12-30]. （原始内容存档于2017-04-20） （英语）.
5. ↑  . WIPO.   [2021-01-07]. （原始内容存档于2021-11-12） （英语）.
6. ↑  . WIPO.   [2021-01-07]. （原始内容存档于2021-11-12） （英语）.
7. ↑  . WIPO.   [2021-01-07]. （原始内容存档于2021-01-09） （英语）.
8. ↑  . WIPO.   [2021-01-07]. （原始内容存档于2021-11-12） （英语）.
9. ↑  . WIPO.   [2021-01-11]. （原始内容存档于2021-01-12） （英语）.

#### 联合国教科文组织
1. ↑  . UNESCO.   [2020-12-30]. （原始内容存档于2020-03-27） （英语）.
2. ↑  . UNESCO.   [2020-12-30]. （原始内容存档于2020-10-16） （英语）.
3. ↑  . UNESCO.   [2020-12-30]. （原始内容存档于2021-01-13） （英语）.
4. ↑  . UNESCO.   [2021-01-18]. （原始内容存档于2017-06-23） （英语）.
5. ↑  . UNESCO.   [2021-01-18]. （原始内容存档于2020-09-27） （英语）.
6. ↑  . UNESCO.   [2021-01-18]. （原始内容存档于2020-11-23） （英语）.
7. ↑  . UNESCO.   [2021-01-09]. （原始内容存档于2020-09-27） （英语）.

#### 国际劳工组织
1. 1 2 3 4 5 6 7 8 9 10 11 12 13 14 15 16 17 18 19 20 21 22 23 24 25 26 27  . ILO.   [2020-12-30]. （原始内容存档于2016-04-21） （英语）.
2. 1 2 3 4 5 6 7 8 9 10 11 12 13 14 15 16 17 18 19 20 21 22  . ILO.   [2020-12-30]. （原始内容存档于2022-01-04） （英语）.
3. 1 2 3 4 5 6 7 8 9 10 11 12 13 14 15 16 17 18 19 20 21 22  . ILO.   [2020-12-30]. （原始内容存档于2022-01-04） （英语）.
4. ↑  . ILO.   [2020-12-30]. （原始内容存档于2019-12-07） （英语）.
5. ↑  . ILO.   [2020-12-30]. （原始内容存档于2022-01-04） （英语）.

#### 世界海关组织
1. ↑   (PDF). WCO.   [2020-12-30]. （原始内容存档 (PDF)于2018-04-10） （英语）.
2. ↑   (PDF). WCO.   [2020-12-30]. （原始内容存档 (PDF)于2021-11-23） （英语）.
3. ↑   (PDF). WCO.   [2020-12-30]. （原始内容存档 (PDF)于2021-11-23） （英语）.
4. ↑   (PDF). WCO.   [2020-12-30]. （原始内容存档 (PDF)于2020-12-05） （英语）.

#### 国际原子能机构
1. ↑   (PDF). IAEA.   [2021-01-03]. （原始内容存档 (PDF)于2021-11-12） （英语）.
2. ↑   (PDF). IAEA.   [2021-01-07]. （原始内容存档 (PDF)于2019-05-27） （英语）.
3. ↑  . IAEA.   [2021-01-07]. （原始内容存档于2020-09-22） （英语）.

#### 国际民用航空组织
1. ↑   (PDF). ICAO.   [2020-12-30]. （原始内容存档 (PDF)于2020-11-01） （英语）.
2. 1 2   (PDF). ICAO.   [2020-12-30]. （原始内容存档 (PDF)于2018-11-04） （英语）.
3. ↑   (PDF). ICAO.   [2021-01-08]. （原始内容存档 (PDF)于2020-09-22） （英语）.
4. ↑   (PDF). ICAO.   [2022-11-07]. （原始内容存档 (PDF)于2022-09-01） （英语）.

#### 其他
1. 1 2 3 4 5 6 7 8 9 10 11 12 13 14 15 16 17 18 19 20 21 22 23   (PDF). IMO.   [2020-12-30]. （原始内容存档 (PDF)于2021-08-25） （英语）.
2. ↑  . BIPM.   [2020-12-30]. （原始内容存档于2020-02-04） （英语）.
3. ↑  . BIPM.   [2020-12-30]. （原始内容存档于2020-12-03） （英语）.
4. ↑   (PDF). Comité Maritime International.   [2020-12-30]. （原始内容存档 (PDF)于2018-10-01） （英语）.
5. ↑  . OIML.   [2020-12-30]. （原始内容存档于2020-11-19） （英语）.
6. ↑  . ICSID.   [2020-12-30]. （原始内容存档于2021-11-12） （英语）.
7. ↑  . HCCH.   [2020-12-30]. （原始内容存档于2021-11-12） （英语）.
8. ↑  . ASEAN.   [2021-01-07]. （原始内容存档于2017-11-14） （英语）.
9. ↑   (PDF). IMSO.   [2020-12-30]. （原始内容存档 (PDF)于2020-12-03） （英语）.
10. ↑   (PDF). UPU.   [2021-01-20]. （原始内容存档 (PDF)于2020-10-28） （英语）.
11. ↑   (PDF). OECD.   [2020-12-30]. （原始内容存档 (PDF)于2020-11-15） （英语）.
12. ↑  . HCCH.   [2020-12-31]. （原始内容存档于2017-03-04） （英语）.
13. ↑  . UNIDROIT.   [2021-01-05]. （原始内容存档于2021-01-08） （英语）.
14. ↑  . UNIDROIT.   [2021-01-17]. （原始内容存档于2020-11-25） （英语）.
15. ↑  . IATTC.   [2021-01-18]. （原始内容存档于2020-12-02） （英语）.
16. ↑  . APSCO.   [2021-01-18]. （原始内容存档于2020-12-03） （英语）.
17. ↑  . SPRMO.   [2021-01-19]. （原始内容存档于2020-12-30） （英语）.
18. ↑  . NPFC.   [2021-01-09]. （原始内容存档于2020-10-22） （英语）.
19. ↑  . SKAO.   [2023-04-14]. （原始内容存档于2023-06-04） （英语）.
20. ↑  . SKAO.   [2023-04-14]. （原始内容存档于2023-06-03） （英语）.

### 国家

#### 中华人民共和国
1. ↑  . 全国人大网.   [2021-01-19]. （原始内容存档于2020-01-31） （中文（简体））.
2. ↑  . 中国政府门户网站.   [2021-01-19]. （原始内容存档于2020-11-26） （中文（简体））.
3. ↑  . 中国政府门户网站.   [2021-01-19]. （原始内容存档于2020-05-19） （中文（简体））.
4. ↑  . 中国政府网.   [2022-11-08]. （原始内容存档于2022-12-16） （中文（简体））.
5. ↑  . 中华人民共和国条约数据库.   [2020-12-30]. （原始内容存档于2021-10-14） （中文（简体））.
6. ↑  . 中华人民共和国条约数据库.   [2020-12-30]. （原始内容存档于2021-10-14） （中文（简体））.
7. ↑  . 中华人民共和国条约数据库.   [2020-12-30]. （原始内容存档于2021-10-14） （中文（简体））.
8. ↑  . 中华人民共和国条约数据库.   [2020-12-30]. （原始内容存档于2021-10-14） （中文（简体））.
9. ↑  . 中华人民共和国司法部.   [2020-12-30]. （原始内容存档于2020-11-28） （中文（简体））.
10. ↑  . 中华人民共和国条约数据库.   [2020-12-30]. （原始内容存档于2021-10-14） （中文（简体））.
11. ↑  . 中华人民共和国条约数据库.   [2020-12-30]. （原始内容存档于2021-10-14） （中文（简体））.
12. ↑  . 中华人民共和国条约数据库.   [2020-12-30]. （原始内容存档于2021-10-14） （中文（简体））.
13. 1 2 3 4 5 6 7 8 9 10 11 12 13  . 中华人民共和国条约数据库.   [2020-12-30]. （原始内容存档于2020-11-22） （中文（简体））.
14. ↑  . 中华人民共和国条约数据库.   [2020-12-30]. （原始内容存档于2020-11-22） （中文（简体））.
15. ↑  . 中华人民共和国条约数据库.   [2020-12-30]. （原始内容存档于2022-01-04） （中文（简体））.
16. ↑  . 中华人民共和国条约数据库.   [2020-12-30]. （原始内容存档于2020-11-22） （中文（简体））.
17. ↑  . 中华人民共和国条约数据库.   [2020-12-30]. （原始内容存档于2020-11-22） （中文（简体））.
18. ↑  . 中华人民共和国条约数据库.   [2020-12-30]. （原始内容存档于2020-11-22） （中文（简体））.
19. ↑  . 中华人民共和国条约数据库.   [2020-12-30]. （原始内容存档于2020-11-22） （中文（简体））.
20. ↑  . 中华人民共和国条约数据库.   [2020-12-30]. （原始内容存档于2020-11-22） （中文（简体））.
21. ↑  . 中华人民共和国条约数据库.   [2020-12-30]. （原始内容存档于2020-11-22） （中文（简体））.
22. ↑  . 中华人民共和国条约数据库.   [2020-12-30]. （原始内容存档于2021-10-14） （中文（简体））.
23. ↑  . 中华人民共和国条约数据库.   [2020-12-30]. （原始内容存档于2020-11-22） （中文（简体））.
24. ↑  . 中华人民共和国条约数据库.   [2020-12-30]. （原始内容存档于2021-10-14） （中文（简体））.
25. ↑  . 全国人民代表大会.   [2022-04-30]. （原始内容存档于2022-05-12） （中文（简体））.
26. ↑  . 中华人民共和国条约数据库.   [2020-12-30]. （原始内容存档于2020-12-13） （中文（简体））.
27. ↑  . 中华人民共和国条约数据库.   [2020-12-30]. （原始内容存档于2020-12-11） （中文（简体））.
28. ↑  . 中华人民共和国条约数据库.   [2020-12-30]. （原始内容存档于2020-11-22） （中文（简体））.
29. ↑  . 中华人民共和国条约数据库.   [2020-12-30]. （原始内容存档于2020-11-22） （中文（简体））.
30. ↑  . 中华人民共和国条约数据库.   [2020-12-30]. （原始内容存档于2020-11-22） （中文（简体））.
31. ↑  . 中华人民共和国条约数据库.   [2020-12-30]. （原始内容存档于2021-10-14） （中文（简体））.
32. ↑  . 中华人民共和国条约数据库.   [2020-12-30]. （原始内容存档于2021-10-14） （中文（简体））.
33. ↑  . 中华人民共和国条约数据库.   [2020-12-30]. （原始内容存档于2020-12-11） （中文（简体））.
34. ↑  . 中华人民共和国条约数据库.   [2020-12-30]. （原始内容存档于2021-10-14） （中文（简体））.
35. ↑  . 中华人民共和国条约数据库.   [2020-12-30]. （原始内容存档于2021-10-14） （中文（简体））.
36. ↑  . 中华人民共和国条约数据库.   [2020-12-30]. （原始内容存档于2021-10-14） （中文（简体））.
37. ↑  . 中华人民共和国条约数据库.   [2020-12-30]. （原始内容存档于2021-06-14） （中文（简体））.
38. ↑  . 中华人民共和国条约数据库.   [2020-12-30]. （原始内容存档于2021-10-14） （中文（简体））.
39. ↑  . 中华人民共和国条约数据库.   [2020-12-30]. （原始内容存档于2021-10-14） （中文（简体））.
40. ↑  . 中华人民共和国条约数据库.   [2020-12-30]. （原始内容存档于2021-09-21） （中文（简体））.
41. ↑  . 中华人民共和国条约数据库.   [2020-12-30]. （原始内容存档于2021-10-14） （中文（简体））.
42. ↑  . 中华人民共和国条约数据库.   [2020-12-30]. （原始内容存档于2021-10-14） （中文（简体））.
43. ↑  . 中华人民共和国条约数据库.   [2020-12-30]. （原始内容存档于2021-10-14） （中文（简体））.
44. ↑  . 中华人民共和国条约数据库.   [2020-12-30]. （原始内容存档于2021-10-14） （中文（简体））.
45. ↑  . 中华人民共和国条约数据库.   [2020-12-30]. （原始内容存档于2021-10-14） （中文（简体））.
46. ↑  . 中华人民共和国条约数据库.   [2020-12-30]. （原始内容存档于2021-10-14） （中文（简体））.
47. ↑  . 全国人民代表大会.   [2022-04-30]. （原始内容存档于2022-05-12） （中文（简体））.
48. ↑  . 中华人民共和国条约数据库.   [2020-12-30]. （原始内容存档于2021-10-14） （中文（简体））.
49. ↑  . 中华人民共和国条约数据库.   [2021-01-06]. （原始内容存档于2021-10-14） （中文（简体））.
50. ↑  . 中华人民共和国条约数据库.   [2020-12-30]. （原始内容存档于2021-10-14） （中文（简体））.
51. ↑  . 中华人民共和国条约数据库.   [2020-12-30]. （原始内容存档于2021-10-14） （中文（简体））.
52. ↑  . 中华人民共和国条约数据库.   [2020-12-30]. （原始内容存档于2021-10-14） （中文（简体））.
53. ↑  . 中华人民共和国条约数据库.   [2020-12-30]. （原始内容存档于2021-10-14） （中文（简体））.
54. ↑  . 中华人民共和国条约数据库.   [2020-12-30]. （原始内容存档于2021-10-14） （中文（简体））.
55. ↑  . 中华人民共和国条约数据库.   [2020-12-30]. （原始内容存档于2021-10-14） （中文（简体））.
56. ↑  . 中华人民共和国条约数据库.   [2020-12-30]. （原始内容存档于2021-10-14） （中文（简体））.
57. ↑  . 中华人民共和国条约数据库.   [2020-12-30]. （原始内容存档于2021-10-14） （中文（简体））.
58. ↑  . 中华人民共和国条约数据库.   [2020-12-30]. （原始内容存档于2021-10-14） （中文（简体））.
59. ↑  . 中华人民共和国条约数据库.   [2020-12-30]. （原始内容存档于2020-12-11） （中文（简体））.
60. ↑  . 中华人民共和国条约数据库.   [2020-12-30]. （原始内容存档于2021-10-14） （中文（简体））.
61. ↑  . 中华人民共和国条约数据库.   [2020-12-30]. （原始内容存档于2021-10-14） （中文（简体））.
62. ↑  . 中华人民共和国条约数据库.   [2020-12-30]. （原始内容存档于2021-10-14） （中文（简体））.
63. ↑  . 中华人民共和国条约数据库.   [2021-01-06]. （原始内容存档于2021-01-07） （中文（简体））.
64. ↑  . 中华人民共和国条约数据库.   [2021-01-06]. （原始内容存档于2021-01-07） （中文（简体））.
65. ↑  . 中华人民共和国条约数据库.   [2020-12-30]. （原始内容存档于2021-10-14） （中文（简体））.
66. ↑  . 中华人民共和国条约数据库.   [2020-12-30]. （原始内容存档于2021-10-14） （中文（简体））.
67. ↑  . 中华人民共和国条约数据库.   [2020-12-30]. （原始内容存档于2021-10-14） （中文（简体））.
68. ↑  . 中华人民共和国条约数据库.   [2020-12-30]. （原始内容存档于2021-10-14） （中文（简体））.
69. ↑  . 中华人民共和国条约数据库.   [2020-12-30]. （原始内容存档于2021-10-14） （中文（简体））.
70. ↑  . 中华人民共和国条约数据库.   [2020-12-30]. （原始内容存档于2021-10-14） （中文（简体））.
71. ↑  . 中华人民共和国条约数据库.   [2020-12-30]. （原始内容存档于2021-10-14） （中文（简体））.
72. ↑  . 中华人民共和国条约数据库.   [2020-12-30]. （原始内容存档于2021-10-14） （中文（简体））.
73. ↑  . 中华人民共和国条约数据库.   [2021-01-07]. （原始内容存档于2021-10-14） （中文（简体））.
74. ↑  . 中华人民共和国条约数据库.   [2021-01-07]. （原始内容存档于2021-10-14） （中文（简体））.
75. ↑  . 中华人民共和国条约数据库.   [2020-12-30]. （原始内容存档于2021-10-14） （中文（简体））.
76. ↑  . 中华人民共和国条约数据库.   [2020-12-30]. （原始内容存档于2021-10-14） （中文（简体））.
77. ↑  . 中华人民共和国条约数据库.   [2020-12-30]. （原始内容存档于2021-10-14） （中文（简体））.
78. ↑  . 中华人民共和国条约数据库.   [2021-01-07]. （原始内容存档于2021-10-14） （中文（简体））.
79. ↑  . 中华人民共和国条约数据库.   [2020-12-30]. （原始内容存档于2021-10-14） （中文（简体））.
80. ↑  . 中华人民共和国条约数据库.   [2020-12-30]. （原始内容存档于2021-10-14） （中文（简体））.
81. ↑  . 中华人民共和国条约数据库.   [2020-12-30]. （原始内容存档于2021-10-14） （中文（简体））.
82. ↑  . 中华人民共和国条约数据库.   [2020-12-30]. （原始内容存档于2021-10-14） （中文（简体））.
83. ↑  . 中华人民共和国条约数据库.   [2020-12-30]. （原始内容存档于2021-10-14） （中文（简体））.
84. ↑  . 中华人民共和国条约数据库.   [2020-12-30]. （原始内容存档于2021-10-14） （中文（简体））.
85. ↑  . 中华人民共和国条约数据库.   [2020-12-30]. （原始内容存档于2021-10-14） （中文（简体））.
86. ↑  . 中华人民共和国条约数据库.   [2020-12-30]. （原始内容存档于2021-10-14） （中文（简体））.
87. ↑  . 中华人民共和国条约数据库.   [2020-12-30]. （原始内容存档于2021-10-14） （中文（简体））.
88. ↑  . 中华人民共和国条约数据库.   [2020-12-30]. （原始内容存档于2021-10-14） （中文（简体））.
89. ↑  . 中华人民共和国条约数据库.   [2020-12-30]. （原始内容存档于2021-10-14） （中文（简体））.
90. ↑  . 中华人民共和国条约数据库.   [2020-12-30]. （原始内容存档于2021-10-14） （中文（简体））.
91. ↑  . 中华人民共和国条约数据库.   [2020-12-30]. （原始内容存档于2021-09-21） （中文（简体））.
92. ↑  . 中华人民共和国条约数据库.   [2020-12-30]. （原始内容存档于2021-10-14） （中文（简体））.
93. ↑  . 中华人民共和国条约数据库.   [2020-12-30]. （原始内容存档于2021-10-14） （中文（简体））.
94. ↑  . 中华人民共和国条约数据库.   [2020-12-30]. （原始内容存档于2020-11-27） （中文（简体））.
95. ↑  . 中华人民共和国条约数据库.   [2020-12-30]. （原始内容存档于2021-10-14） （中文（简体））.
96. ↑  . 中华人民共和国条约数据库.   [2020-12-30]. （原始内容存档于2021-10-14） （中文（简体））.
97. ↑  . 中华人民共和国条约数据库.   [2020-12-30]. （原始内容存档于2021-10-14） （中文（简体））.
98. ↑  . 中华人民共和国条约数据库.   [2020-12-30]. （原始内容存档于2021-10-14） （中文（简体））.
99. ↑  . 中华人民共和国条约数据库.   [2020-12-30]. （原始内容存档于2021-10-14） （中文（简体））.
100. ↑  . 中华人民共和国条约数据库.   [2020-12-30]. （原始内容存档于2021-10-14） （中文（简体））.
101. ↑  . 中华人民共和国条约数据库.   [2020-12-30]. （原始内容存档于2021-10-14） （中文（简体））.
102. ↑  . 中华人民共和国条约数据库.   [2020-12-30]. （原始内容存档于2021-10-14） （中文（简体））.
103. ↑  . 中华人民共和国条约数据库.   [2021-01-07]. （原始内容存档于2021-10-14） （中文（简体））.
104. ↑  . 中华人民共和国条约数据库.   [2021-01-07]. （原始内容存档于2021-10-14） （中文（简体））.
105. ↑  . 中华人民共和国条约数据库.   [2020-12-30]. （原始内容存档于2020-11-27） （中文（简体））.
106. ↑  . 中华人民共和国条约数据库.   [2020-12-30]. （原始内容存档于2021-10-14） （中文（简体））.
107. ↑  . 中华人民共和国条约数据库.   [2020-12-30]. （原始内容存档于2021-10-14） （中文（简体））.
108. ↑  . 中华人民共和国条约数据库.   [2021-01-07]. （原始内容存档于2021-10-14） （中文（简体））.
109. ↑  . 中华人民共和国条约数据库.   [2020-12-30]. （原始内容存档于2021-10-14） （中文（简体））.
110. ↑  . 中华人民共和国条约数据库.   [2020-12-30]. （原始内容存档于2021-10-14） （中文（简体））.
111. ↑  . 中华人民共和国条约数据库.   [2020-12-30]. （原始内容存档于2021-10-14） （中文（简体））.
112. ↑  . 中华人民共和国条约数据库.   [2020-12-30]. （原始内容存档于2021-10-14） （中文（简体））.
113. ↑  . 中华人民共和国条约数据库.   [2020-12-30]. （原始内容存档于2021-10-14） （中文（简体））.
114. ↑  . 中华人民共和国条约数据库.   [2020-12-30]. （原始内容存档于2021-10-14） （中文（简体））.
115. ↑  . 中华人民共和国条约数据库.   [2020-12-30]. （原始内容存档于2021-10-14） （中文（简体））.
116. ↑  . 中华人民共和国条约数据库.   [2020-12-30]. （原始内容存档于2021-10-14） （中文（简体））.
117. ↑  . 中华人民共和国条约数据库.   [2020-12-30]. （原始内容存档于2021-10-14） （中文（简体））.
118. ↑  . 中华人民共和国条约数据库.   [2020-12-30]. （原始内容存档于2021-10-14） （中文（简体））.
119. ↑  . 中华人民共和国条约数据库.   [2020-12-30]. （原始内容存档于2021-10-14） （中文（简体））.
120. ↑  . 中华人民共和国条约数据库.   [2020-12-30]. （原始内容存档于2020-11-27） （中文（简体））.
121. ↑  . 中华人民共和国条约数据库.   [2020-12-30]. （原始内容存档于2021-10-14） （中文（简体））.
122. ↑  . 中华人民共和国条约数据库.   [2020-12-30]. （原始内容存档于2021-10-14） （中文（简体））.
123. ↑  . 中华人民共和国条约数据库.   [2020-12-30]. （原始内容存档于2021-10-14） （中文（简体））.
124. ↑  . 中华人民共和国条约数据库.   [2020-12-30]. （原始内容存档于2021-09-21） （中文（简体））.
125. ↑  . 中华人民共和国条约数据库.   [2020-12-30]. （原始内容存档于2020-11-27） （中文（简体））.
126. ↑  . 中华人民共和国条约数据库.   [2020-12-30]. （原始内容存档于2021-10-14） （中文（简体））.
127. ↑  . 中华人民共和国条约数据库.   [2020-12-30]. （原始内容存档于2021-10-14） （中文（简体））.
128. ↑  . 中华人民共和国条约数据库.   [2020-12-30]. （原始内容存档于2021-10-14） （中文（简体））.
129. ↑  . 中华人民共和国条约数据库.   [2020-12-30]. （原始内容存档于2021-09-21） （中文（简体））.
130. ↑  . 中华人民共和国条约数据库.   [2020-12-30]. （原始内容存档于2021-10-14） （中文（简体））.
131. ↑  . 中华人民共和国条约数据库.   [2020-12-30]. （原始内容存档于2021-10-14） （中文（简体））.
132. ↑  . 中华人民共和国条约数据库.   [2020-12-30]. （原始内容存档于2021-10-14） （中文（简体））.
133. ↑  . 中华人民共和国条约数据库.   [2020-12-30]. （原始内容存档于2021-10-14） （中文（简体））.
134. ↑  . 中华人民共和国条约数据库.   [2020-12-30]. （原始内容存档于2021-09-21） （中文（简体））.
135. ↑  . 中华人民共和国条约数据库.   [2020-12-30]. （原始内容存档于2021-10-14） （中文（简体））.
136. ↑  . 中华人民共和国条约数据库.   [2020-12-30]. （原始内容存档于2021-10-14） （中文（简体））.
137. ↑  . 中华人民共和国条约数据库.   [2020-12-30]. （原始内容存档于2021-10-14） （中文（简体））.
138. ↑  . 中华人民共和国条约数据库.   [2020-12-30]. （原始内容存档于2021-10-14） （中文（简体））.
139. ↑  . 中华人民共和国条约数据库.   [2020-12-30]. （原始内容存档于2021-10-14） （中文（简体））.
140. ↑  . 中华人民共和国条约数据库.   [2021-01-07]. （原始内容存档于2021-01-08） （中文（简体））.
141. ↑  . 中华人民共和国条约数据库.   [2020-12-30]. （原始内容存档于2021-10-14） （中文（简体））.
142. ↑  . 中华人民共和国条约数据库.   [2020-12-30]. （原始内容存档于2021-10-14） （中文（简体））.
143. ↑  . 中华人民共和国条约数据库.   [2020-12-30]. （原始内容存档于2021-10-14） （中文（简体））.
144. ↑  . 中华人民共和国条约数据库.   [2020-12-30]. （原始内容存档于2021-10-14） （中文（简体））.
145. ↑  . 中华人民共和国条约数据库.   [2020-12-30]. （原始内容存档于2021-10-14） （中文（简体））.
146. ↑  . 中华人民共和国条约数据库.   [2020-12-30]. （原始内容存档于2021-10-14） （中文（简体））.
147. ↑  . 中华人民共和国条约数据库.   [2020-12-30]. （原始内容存档于2021-10-14） （中文（简体））.
148. ↑  . 中华人民共和国条约数据库.   [2020-12-31]. （原始内容存档于2021-10-14） （中文（简体））.
149. ↑  . 中华人民共和国条约数据库.   [2020-12-31]. （原始内容存档于2021-10-14） （中文（简体））.
150. ↑  . 中华人民共和国条约数据库.   [2020-12-31]. （原始内容存档于2021-10-14） （中文（简体））.
151. ↑  . 中华人民共和国条约数据库.   [2021-01-03]. （原始内容存档于2021-10-14） （中文（简体））.
152. ↑  . 中华人民共和国条约数据库.   [2021-01-03]. （原始内容存档于2021-10-14） （中文（简体））.
153. ↑  . 中华人民共和国条约数据库.   [2021-01-03]. （原始内容存档于2021-10-14） （中文（简体））.
154. ↑  . 中华人民共和国条约数据库.   [2021-01-05]. （原始内容存档于2021-01-06） （中文（简体））.
155. ↑  . 中华人民共和国条约数据库.   [2021-01-05]. （原始内容存档于2021-01-07） （中文（简体））.
156. ↑  . 中华人民共和国条约数据库.   [2021-01-05]. （原始内容存档于2021-01-06） （中文（简体））.
157. ↑  . 中华人民共和国条约数据库.   [2021-01-11]. （原始内容存档于2021-01-12） （中文（简体））.
158. ↑  . 中华人民共和国条约数据库.   [2021-01-07]. （原始内容存档于2021-01-09） （中文（简体））.
159. ↑  . 中华人民共和国条约数据库.   [2021-01-11]. （原始内容存档于2021-01-13） （中文（简体））.
160. ↑  . 中华人民共和国条约数据库.   [2021-01-07]. （原始内容存档于2021-10-14） （中文（简体））.
161. ↑  . 中华人民共和国条约数据库.   [2021-01-07]. （原始内容存档于2021-10-14） （中文（简体））.
162. ↑  . 中华人民共和国条约数据库.   [2021-01-08]. （原始内容存档于2021-10-14） （中文（简体））.
163. ↑  . 中华人民共和国条约数据库.   [2021-01-08]. （原始内容存档于2021-01-10） （中文（简体））.
164. ↑  . 中华人民共和国条约数据库.   [2021-01-08]. （原始内容存档于2021-10-14） （中文（简体））.
165. ↑  . 中华人民共和国条约数据库.   [2021-01-08]. （原始内容存档于2020-12-05） （中文（简体））.
166. ↑  . 中华人民共和国条约数据库.   [2021-01-15]. （原始内容存档于2021-10-14） （中文（简体））.
167. ↑  . 中华人民共和国条约数据库.   [2021-01-15]. （原始内容存档于2021-10-14） （中文（简体））.
168. ↑  . 中华人民共和国条约数据库.   [2021-01-15]. （原始内容存档于2021-10-14） （中文（简体））.
169. ↑  . 中华人民共和国条约数据库.   [2021-01-17]. （原始内容存档于2021-10-14） （中文（简体））.
170. ↑  . 中华人民共和国条约数据库.   [2021-01-17]. （原始内容存档于2021-10-14） （中文（简体））.
171. ↑  . 中华人民共和国条约数据库.   [2021-01-17]. （原始内容存档于2021-10-14） （中文（简体））.
172. ↑  . 中华人民共和国条约数据库.   [2021-01-17]. （原始内容存档于2021-10-14） （中文（简体））.
173. ↑  . 中华人民共和国条约数据库.   [2021-01-17]. （原始内容存档于2021-10-14） （中文（简体））.
174. ↑  . 中华人民共和国条约数据库.   [2021-01-17]. （原始内容存档于2021-10-14） （中文（简体））.
175. ↑  . 中华人民共和国条约数据库.   [2021-01-17]. （原始内容存档于2019-07-01） （中文（简体））.
176. ↑  . 中华人民共和国条约数据库.   [2021-01-18]. （原始内容存档于2021-10-14） （中文（简体））.
177. ↑  . 中华人民共和国条约数据库.   [2021-01-18]. （原始内容存档于2021-10-14） （中文（简体））.
178. ↑  . 中华人民共和国条约数据库.   [2021-01-18]. （原始内容存档于2021-10-14） （中文（简体））.
179. ↑  . 中华人民共和国中央人民政府.   [2021-03-19]. （原始内容存档于2021-05-10） （中文（简体））.
180. ↑  . 中华人民共和国条约数据库.   [2021-01-18]. （原始内容存档于2021-10-14） （中文（简体））.
181. ↑  . 中华人民共和国条约数据库.   [2021-01-18]. （原始内容存档于2021-10-14） （中文（简体））.
182. ↑  . 中华人民共和国条约数据库.   [2021-01-18]. （原始内容存档于2021-10-14） （中文（简体））.
183. ↑  . 中华人民共和国条约数据库.   [2021-01-18]. （原始内容存档于2021-10-14） （中文（简体））.
184. ↑  . 中华人民共和国条约数据库.   [2021-01-18]. （原始内容存档于2021-10-14） （中文（简体））.
185. ↑  . 中华人民共和国条约数据库.   [2021-01-18]. （原始内容存档于2021-10-14） （中文（简体））.
186. ↑  . 中华人民共和国条约数据库.   [2021-01-18]. （原始内容存档于2021-10-14） （中文（简体））.
187. ↑  . 中华人民共和国条约数据库.   [2021-01-18]. （原始内容存档于2021-10-14） （中文（简体））.
188. ↑  . 中华人民共和国交通运输部.   [2021-03-19]. （原始内容存档于2021-04-18） （中文（简体））.
189. ↑  . 中华人民共和国条约数据库.   [2021-01-19]. （原始内容存档于2021-10-14） （中文（简体））.
190. ↑  . 中华人民共和国条约数据库.   [2021-01-19]. （原始内容存档于2021-10-14） （中文（简体））.
191. ↑  . 中华人民共和国条约数据库.   [2021-01-09]. （原始内容存档于2021-10-14） （中文（简体））.
192. ↑  . 中华人民共和国条约数据库.   [2021-01-09]. （原始内容存档于2021-10-14） （中文（简体））.
193. ↑  . 第十三届全国人民代表大会常务委员会. 2021-10-23  [2021-10-23]. （原始内容存档于2021-10-23） （中文）.
194. ↑  . 中华人民共和国条约数据库.   [2021-01-09]. （原始内容存档于2021-10-14） （中文（简体））.
195. ↑  . 中华人民共和国条约数据库.   [2021-01-09]. （原始内容存档于2021-10-14） （中文（简体））.
196. ↑  . 中华人民共和国条约数据库.   [2021-01-09]. （原始内容存档于2021-10-14） （中文（简体））.
197. ↑  . 中华人民共和国商务部.   [2022-01-04]. （原始内容存档于2022-01-04） （中文（简体））.
198. ↑  . 中国人大网.   [2023-04-14]. （原始内容存档于2022-05-24） （中文（简体））.
199. ↑  . 中国政府网.   [2023-04-14]. （原始内容存档于2023-04-14） （中文（简体））.

#### 美国
1. ↑   (PDF). 美国国务院.   [2021-01-06]. （原始内容存档 (PDF)于2019-07-01） （英语）.
2. ↑   (PDF). 美国国务院.   [2021-01-06]. （原始内容存档 (PDF)于2020-11-28） （英语）.
3. ↑   (PDF). 美国国务院.   [2021-01-07]. （原始内容存档 (PDF)于2019-07-01） （英语）.
4. ↑   (PDF). 美国国务院.   [2020-12-30]. （原始内容存档 (PDF)于2021-07-15） （英语）.

#### 荷兰
1. ↑  . overheid.nl.   [2020-12-30]. （原始内容存档于2019-04-27） （英语）.
2. ↑  . overheid.nl.   [2020-12-30]. （原始内容存档于2019-09-30） （英语）.
3. ↑  . overheid.nl.   [2023-03-19]. （原始内容存档于2023-03-18） （英语）.
4. ↑  . overheid.nl.   [2020-12-30]. （原始内容存档于2019-05-15） （英语）.

#### 英国
1. ↑   (PDF). 英国政府.   [2021-01-06]. （原始内容存档 (PDF)于2020-11-26） （英语）.

#### 澳大利亚
1. ↑  . 澳大利亚法律信息研究所.   [2020-12-30]. （原始内容存档于2017-02-22） （英语）.